# スズキ・エブリイ
エブリイ（EVERY）は、スズキ（1990年9月以前は鈴木自動車工業）が製造・販売するワンボックス型の軽自動車。

## 概要
1964年に登場したキャリイ（軽トラック）のバンモデルを起源とする。1982年にキャリイのサブブランド名として「キャリイバン・エブリイ」の呼称を用いるようになり、ビジネスモデルの「キャリイ（バン）」と上級モデルの「エブリイ」のブランドネームを併用していたが、1993年に軽ワンボックスのブランドネームを「エブリイ」に統合した。1999年以降は4ナンバー登録の商用車を「エブリイ」、5ナンバー登録の乗用車を「エブリイワゴン」（EVERY WAGON）とブランドネームを使い分けている。
キャリイバンから通算すると、軽自動車の中では4番目に息の長い車名である。

### スズキ外ブランドでの生産・販売
日本国内においては下記3社にOEM供給が行われており、キャリイ共々スズキを含めた4ブランドで販売されている。各メーカー向け仕様変更が行われているが、すべてスズキの磐田工場で製造されている。
- オートザム/マツダ・スクラム（1989年発売の初代（エブリイとしては2代目）以降）
- NV100クリッパー → クリッパーバン/NV100クリッパーリオ → クリッパーリオ（2013年発売の2代目（エブリイとしては5代目）以降）
- ミニキャブバン/タウンボックス（2014年発売の7代目（エブリイとしては5代目）以降）

また国外市場においては台湾・福特六和においては2代目が「フォード・プロント」、4代目が「フォード・PRZ」としても販売された。
ライセンス生産の例としては大宇国民車（大宇造船系）→GM大宇により2代目エブリイが｢ダマス（DAMAS、ただし韓国語の言語規則により｢タマス｣とも）｣、9代目キャリイが｢ラボ(LABO)｣の名称で韓国やGMウズベキスタンで生産されていた。ダマスはフェイスリフトを受け、「ダマスII」に進化している。（その大宇国民車経由で南米でも「Chevrolet CMV」として販売されていた）

## 初代 （通算7代目後期） ST41V型 (1982-1985年）
1982年11月、キャリイバンをマイナーチェンジした際、「キャリイバン・エブリイ」としてサブブランドネームに「エブリイ」の名が登場。
なお、インドでは1984年から800ccのエンジンを搭載した「オムニ」と言う名称で生産・発売され、35年間にわたり販売されていたが、安全基準やエンジンの環境基準の改正を受けて2019年3月をもって生産を終了。4代目エブリイベースの「イーコ」が後継車種となった。また、パキスタンにおいても「ボラン」（5人乗り）または「カーゴバン」（2人乗り・パネルバン）として販売されている。

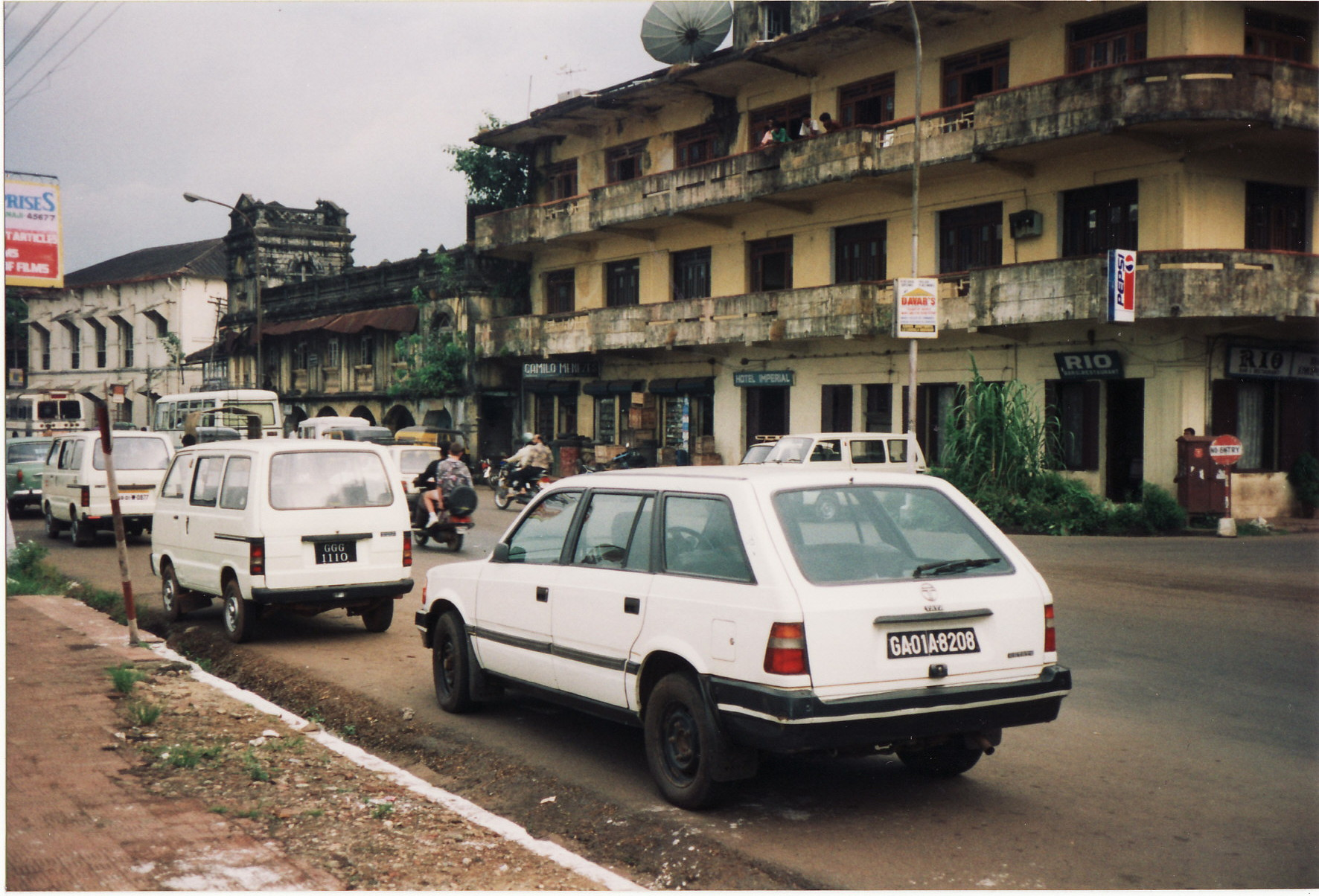
Maruti Omni (Suzuki carry can / every) based.

## 2代目（通算8代目）DA/DB＃1V（1985-1991年）
- 1985年 - フルモデルチェンジ。
- 1986年 - 乗用向け（後部ヘッドレスト付き）グレードにカラードバンパー、エアコン[注釈 2]などの特別装備を施されたスペシャルグレード「ジョイポップ」追加。
- 1987年 - マイナーチェンジ。インパネのデザインが大幅に変更された他、内外装など小変更。一部上級グレードのエンジンが1気筒あたり3バルブ化される（エンジン型式は従来と同じF5A型）。3型に移行。
- 1987年11月 - 商用向け（後席ヘッドレストなし）グレードにカラードバンパー、エアコン[注釈 2]などの特別装備を施されたスペシャルグレード「ジョイン」追加。
- 1989年5月 - マイナーチェンジ。[DA41/DB41]

それまでのF5A型エンジンから、ボアを拡大しストロークを短縮したF5B型に変更され、動力性能を向上させた。そのほか、新グレードのジョイポップサウンド（その名の通りオーディオ関係の装備を充実させ、他グレードではオプションであるカセットデッキなどを標準装備していた）を設定、上級グレードには異形角型ヘッドランプを採用、それに合わせて、下級グレードのヘッドランプベゼルもデザインが変更された。
マツダにスクラムの名でOEM供給開始。
- 1990年
  - 3月 - 2度目のマイナーチェンジ。[DA51/DB51]

新規格化でエンジンが660 ccのF6A型となり、ヘッドランプは規格型の丸2灯（上級グレードの異形2灯も意匠変更）となった。RXスーパーマルチルーフには電動式パワステが装備されていた。
  - 11月 - NA車のエンジンの出力を向上させるとともに（これによりNA車が7型になる）、一部グレードのボディカラーの変更やRXスーパーマルチルーフの仕様が変更（バンパーのカラード化など）された。
- 1991年
  - 8月[5] - オーダーストップに伴う生産終了。在庫対応分のみの販売となる。
  - 9月 - 3代目と入れ替わる形で販売終了。

台湾の福特六和（フォード）ではFord Pronto（フォード・プロント）、(大宇国民車→GM大宇→)韓国GMではDamas（ダマス）の名で現地生産されており、ダマスにはLPG仕様も設定されている。

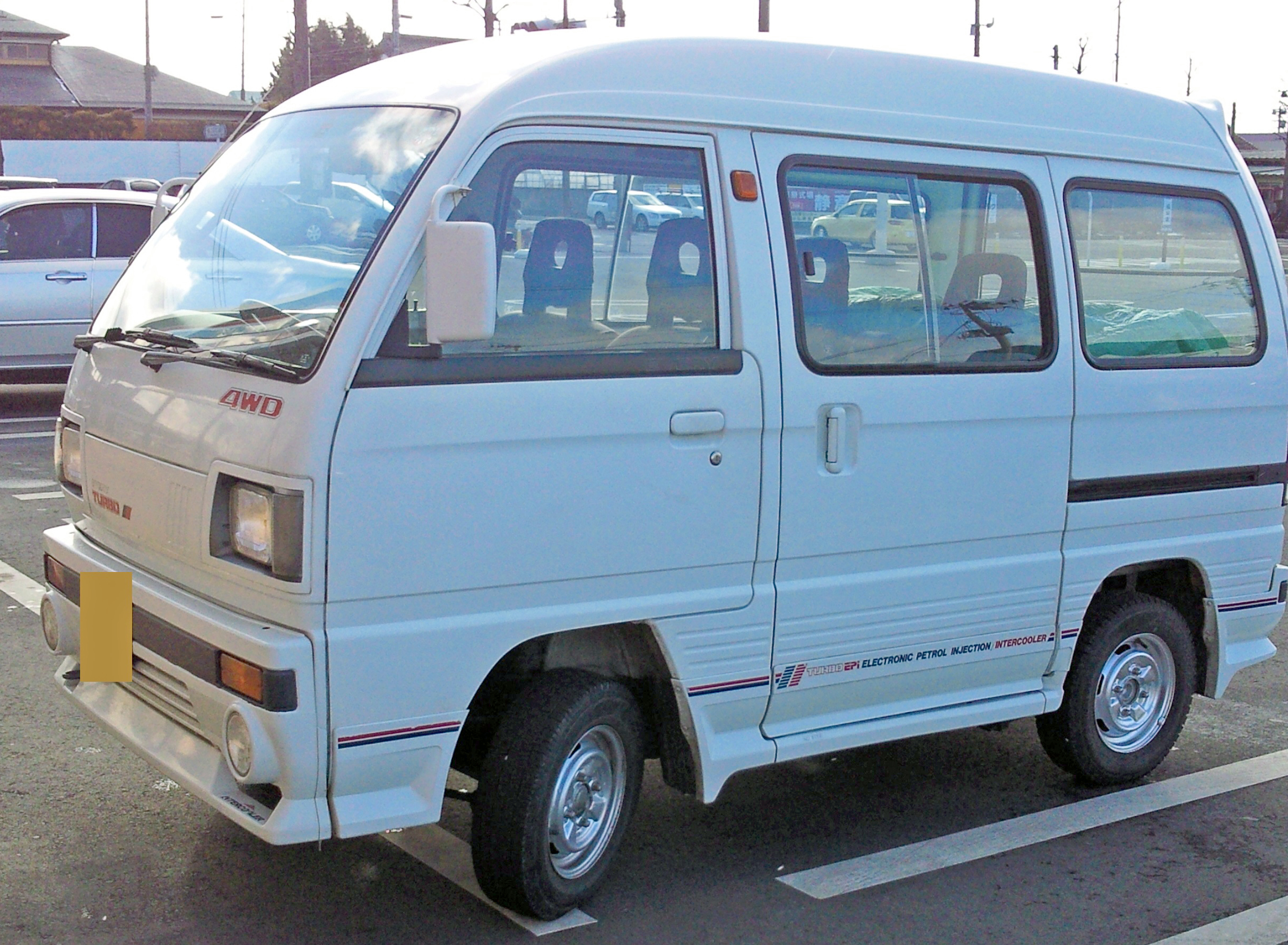
PSインタークーラーターボエアロ(550cc・DB71V)
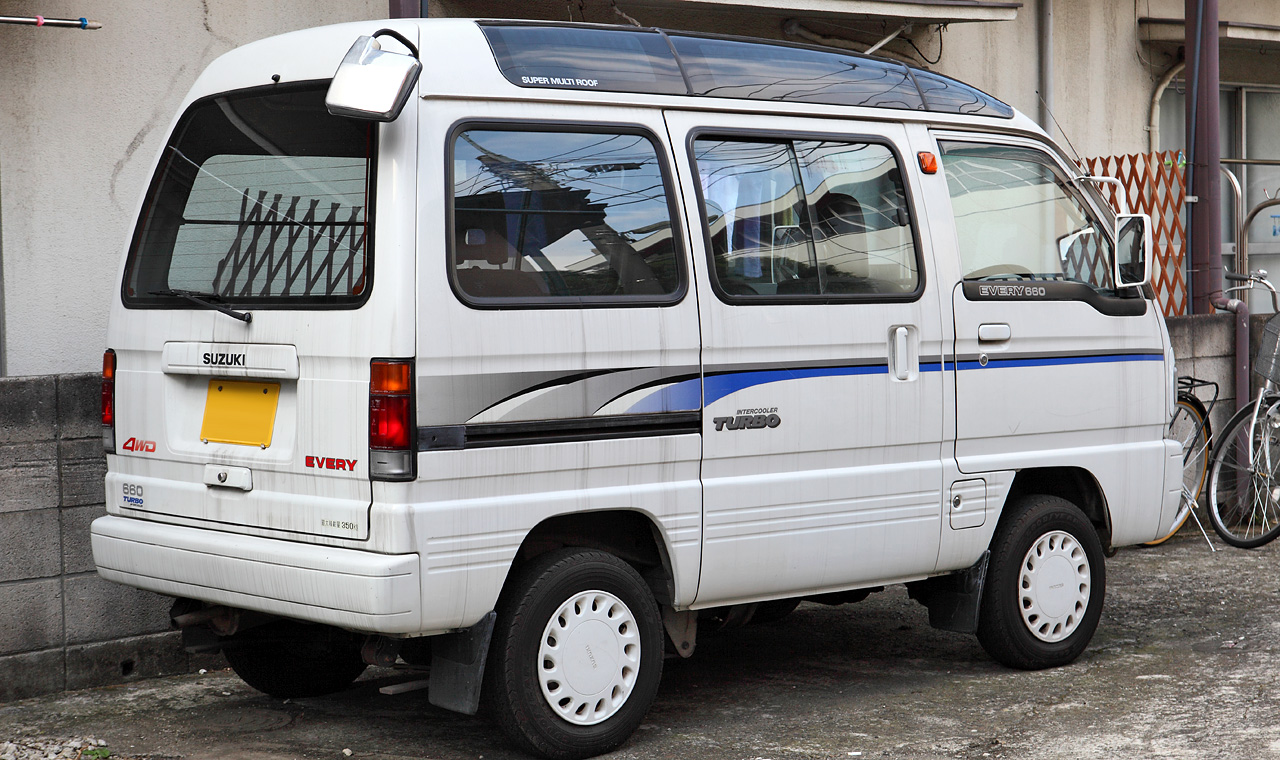
後期型 660 インタークーラーターボRXスーパーマルチルーフ4WD
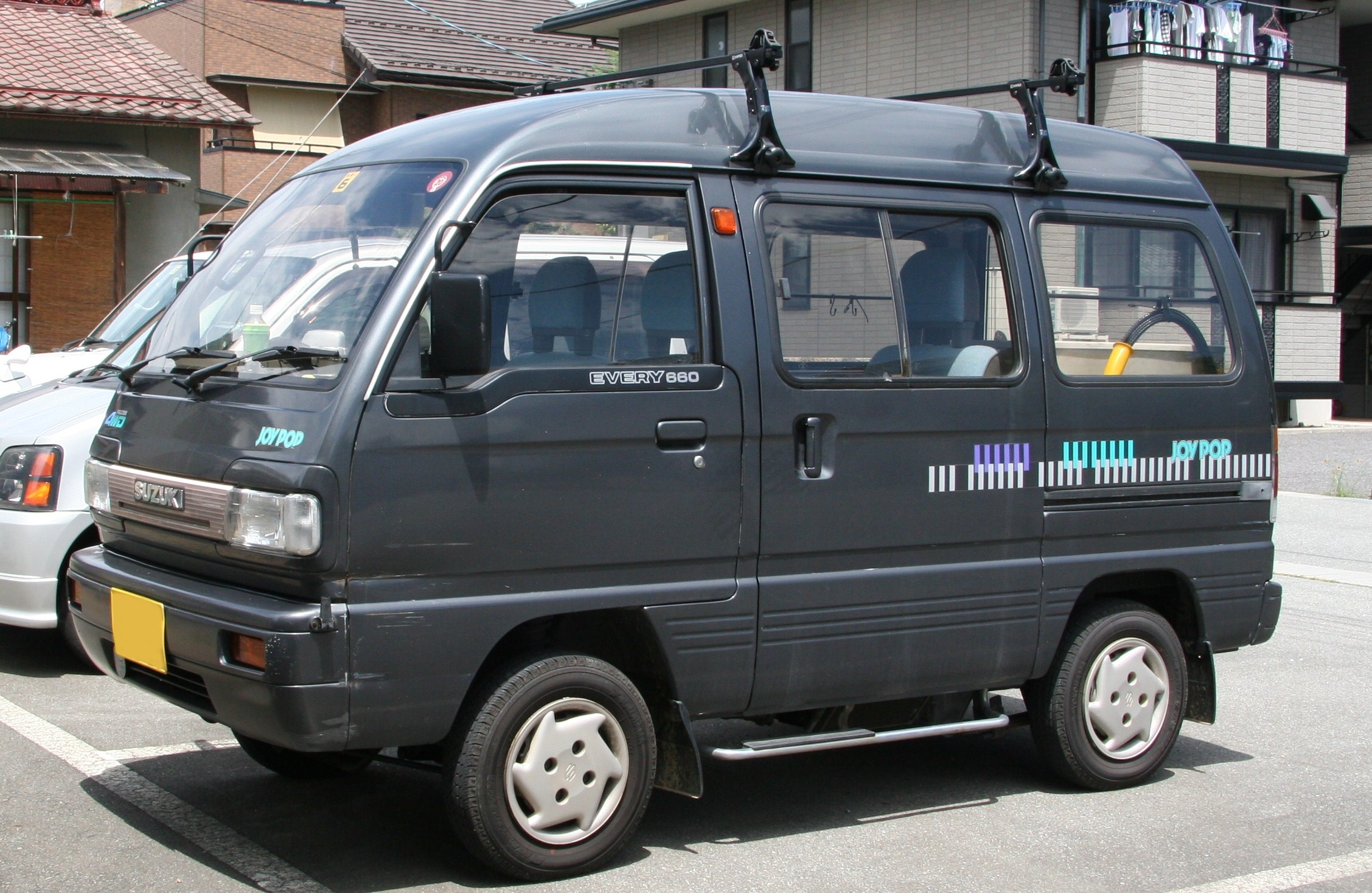
後期ジョイポップ(前側)※ホイールキャップは3代目用
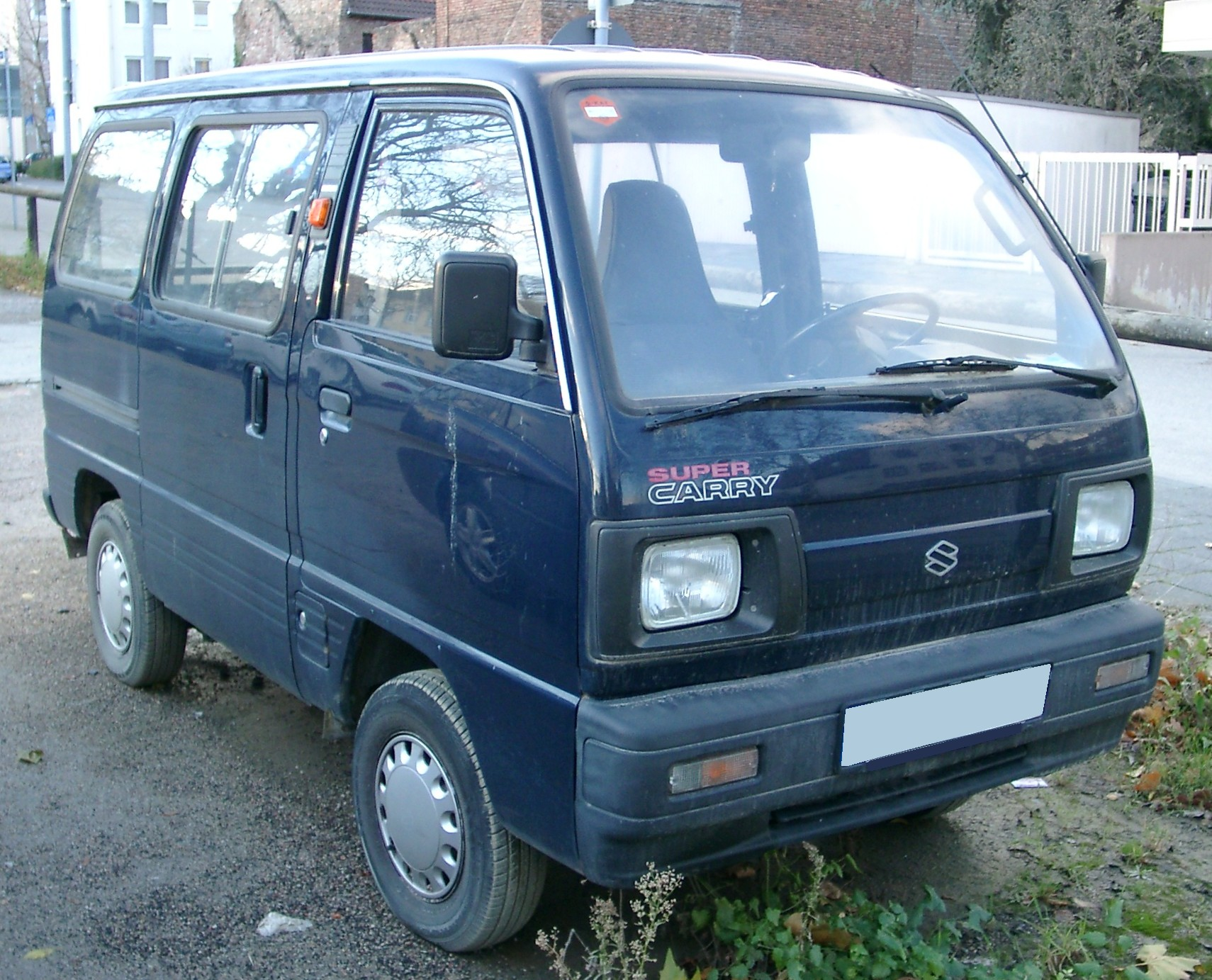
スズキ・スーパーキャリイ(前側)
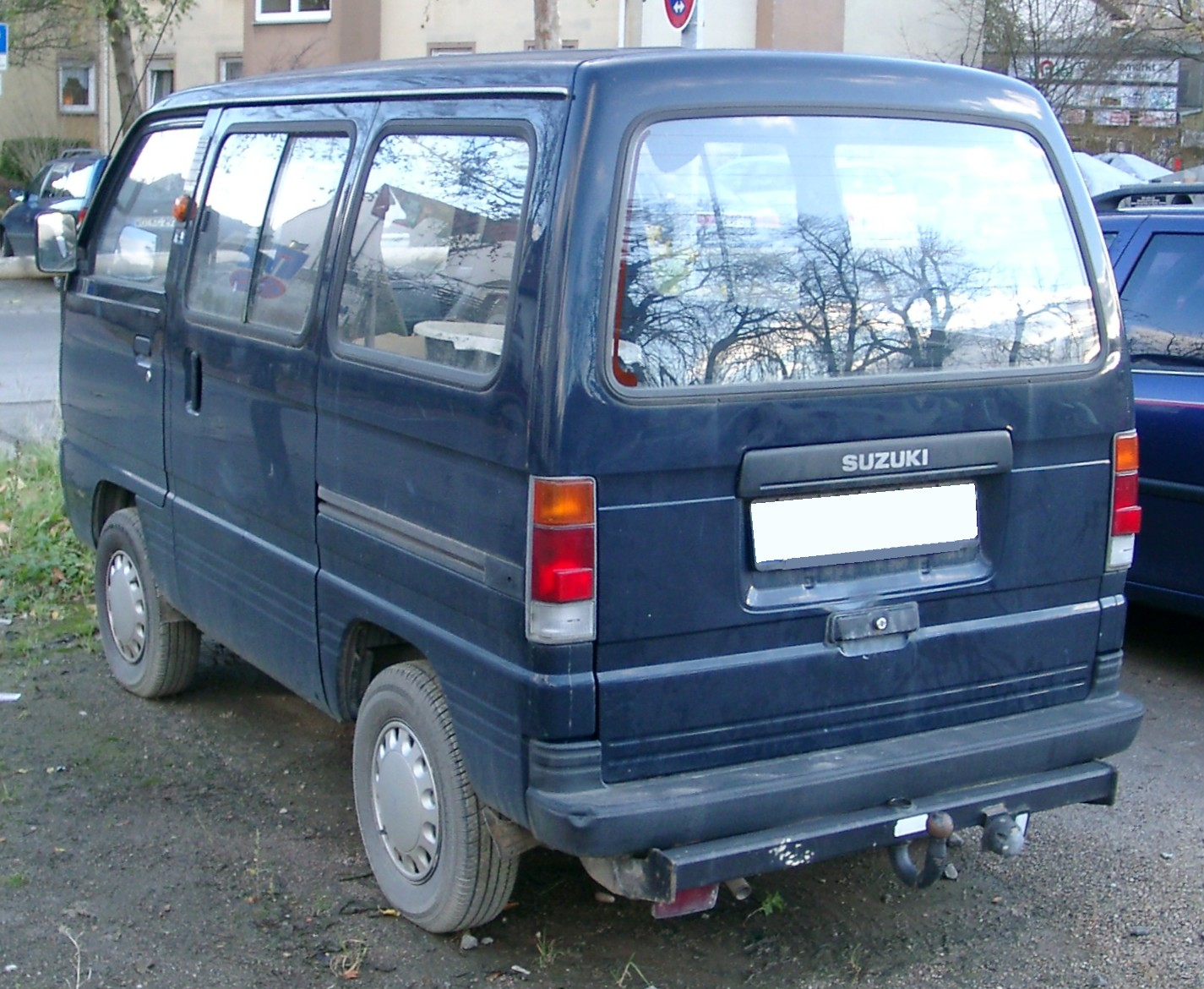
スズキ・スーパーキャリイ(後側)
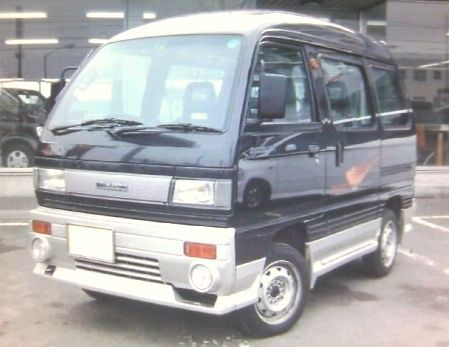
マツダ・スクラムターボPS(DH41V)※エブリイにおけるDB41V。660 ターボ PS エアロチューン(DA51V)と比べるとヘッドライト形状やバンパー形状が微妙に異なることがわかる[注釈 4]
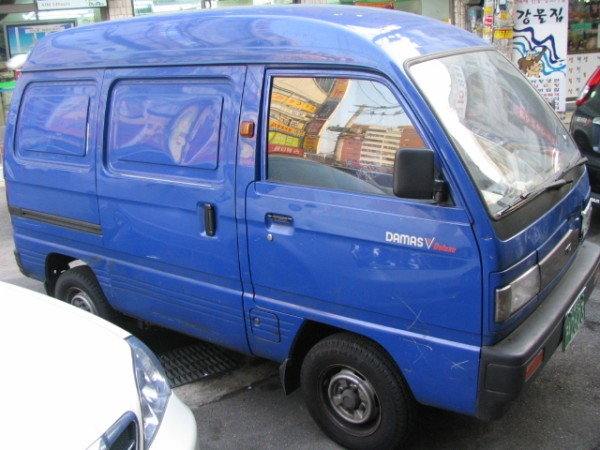
大宇・ダマス
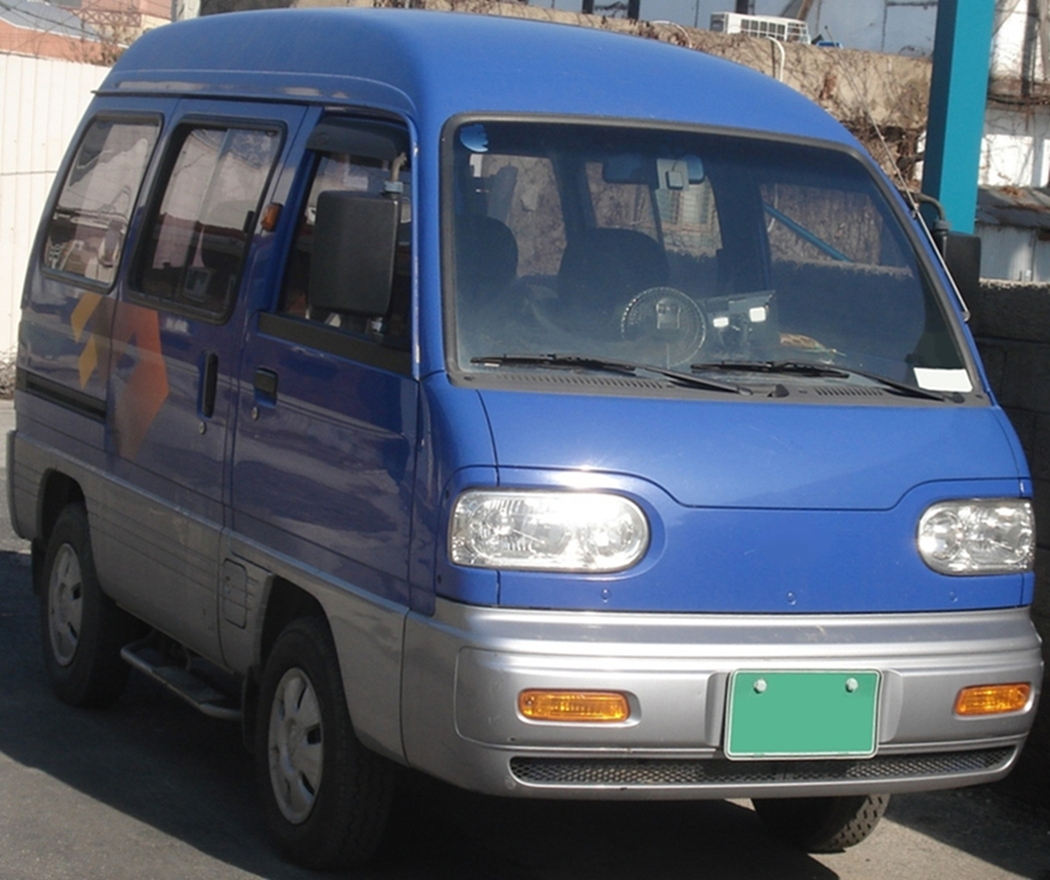
韓国GM・ダマスⅡ
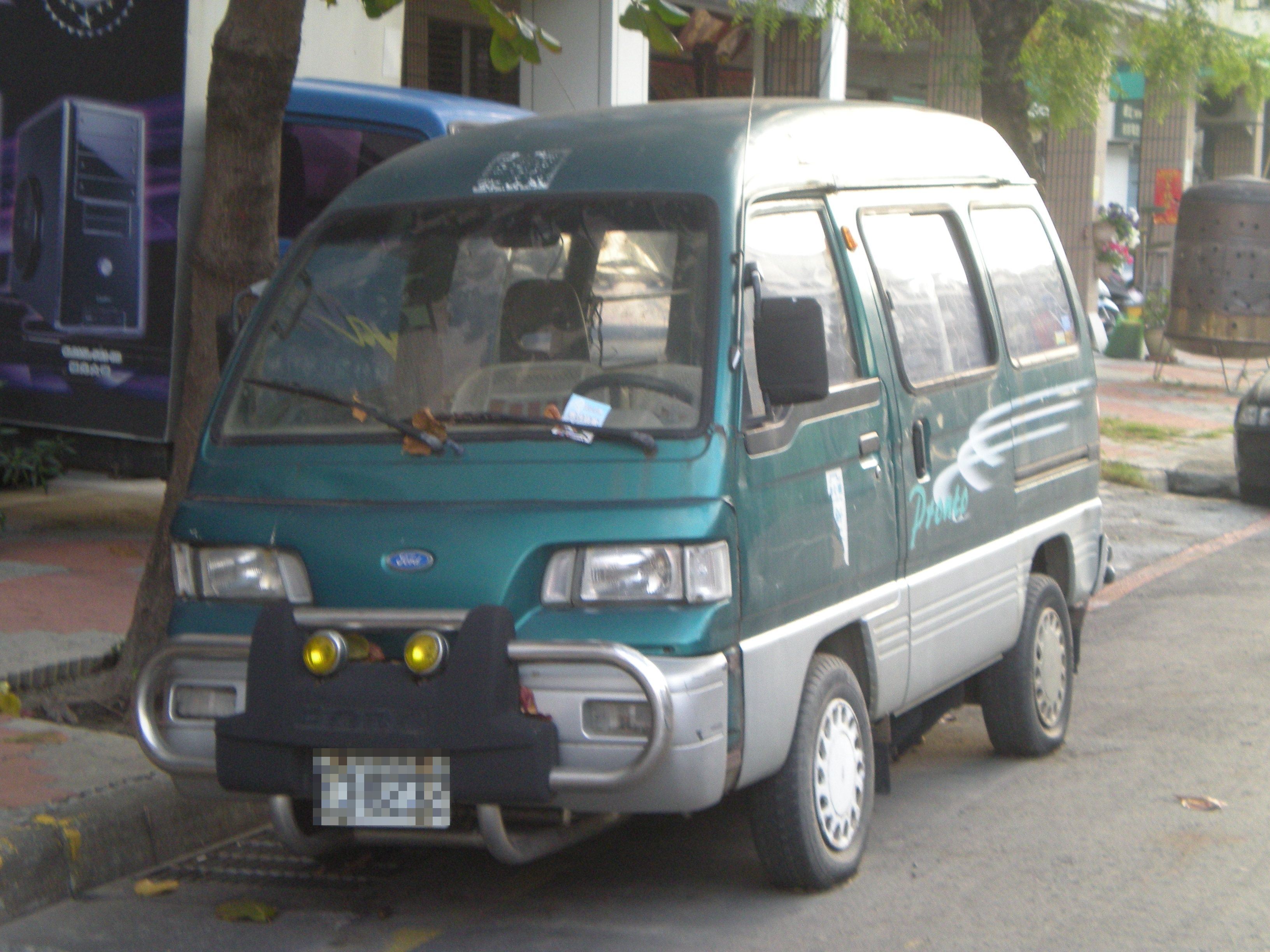
フォード・プロント

## 3代目（通算9代目）DE/DF51V型（1991-1998年）
- 1991年9月 - モデルチェンジ。[DE/DF51]。ビジネスバンタイプの「キャリイバン」と上級タイプの「エブリイ」の2車種として販売していた。

キャリイバンとエブリイでは後部座席が前者は左右一体型ローバック、後者が左右分割式かつ取り外し可能なヘッドピロー付きで乗用志向であった。また、前面のエンブレムが前者はローマ字の「SUZUKI」マークなのに対して後者は「S」マークであった。車名がエブリイに統合されて以降もエンブレムの差異は残った。
歴代キャリイ / エブリイの中で、この世代の1BOX車のみは、後車軸の直前にエンジンを横置き搭載、同じく横置きトランスアクスルを組み合わせたリアミッドシップレイアウトを採っていた（但しキャリイトラックは一般的な後輪駆動方式（後述））。当時の車種ではセンターミッドシップのホンダ・アクティとリアエンジンのスバル・サンバーの折衷的位置に当たる。リアサスペンションもアクティ的なド・ディオン式であったが、スプリングはアクティの板ばねに対してこちらはコイルばねを用いている。
ただし、同じ世代のキャリイでもトラックの方は、運転席下にエンジンを縦に置き、後輪、または4輪を駆動する、軽トラックとしては一般的なキャブオーバーレイアウトを採り、リアサスペンションも固定軸を板バネで吊るごく一般的なリーフ式サスペンションであった。
なお、2代目で設定された「スペシャルブランド」ジョイポップシリーズおよびジョインに相当するエアコン標準装備グレードは当代でも設定されたが、当初はそれらの名は使用されず、それぞれ「Czスーパーサウンド、Cy、Cx」「PC」というグレード名になった。
- 1991年11月 - ターボRZ スーパーマルチルーフ追加。
- 1993年
  - 1月 - オーディオが充実したジョイポップシリーズの追加やブレーキ素材の変更が行われた。
  - 11月 - 一部改良。「キャリイバン」が「エブリイ」に統合し、キャリイバンは29年の歴史に幕を下ろした。ハイルーフ車を追加設定。またエアコンに代替フロンの新冷媒（R134a）を採用したほか、室内に難燃化素材を採用した。加えて安全装備の充実を図っている。
- 1995年5月 - マイナーチェンジ。

フロントのターンシグナルランプがクリアからアンバーに変更。足回りの変更で乗り心地を向上させたほか、振動を低減して静粛性を向上。ホイールのPCDを114.3mmから100mmへ変更。リアシートの収納操作方法の変更。ジョイポップターボの最高出力を61ps→64psにパワーアップ。ハイルーフ全車にハイマウントストップランプを装着した。「ターボRZスーパーマルチルーフ」および「ターボPS」「ジョイポップ・サウンド」を廃止し「ジョイポップ・リミテッド」を新設定。
ボディーカラーは、ジョイポップ系の紺色がディープブルーパールからスキューバブルーメタリックに、ジョイポップとジョインのグレー系がチャコールグレーメタリックからアーバングレーメタリックに変更。また、ジョイポップ系とジョインにダークターコイズグリーンメタリックを追加設定。
- 1996年12月 - アルミホイールやフロント&サイドアンダーバーを装着、専用サイドストライプ、ドアトリム・シート表皮など内外装の質感を高めた特別仕様車「ジョイポップリミテッドII」を設定。ボディーカラーはマイアミブルーメタリックも選べた。
- 1997年
  - 4月 - マイナーチェンジ。

ジョイポップ系のMT車にセレクタブルフルタイム4WDを搭載。内装の室内色が明るめのグレーとなりシート表皮も変更され、抗菌インテリアを採用した。「エブリイC（クラシック）」を追加。「ジョイポップ」の装備を従来の「ジョイポップ・リミテッド」にほぼ準じるものとして、「ジョイポップ・リミテッド」廃止。
ボディーカラーはジョイポップ系にマイアミブルーメタリックが追加設定され、ダークターコイズグリーンメタリックをブリティッシュグリーンメタリックに変更。アーバングレーメタリックをシルキーシルバーメタリックに変更。また「ジョイポップ・ターボ」は1995年の一部変更で廃止された「ターボPS」同様のエアロパーツを装備し、ボディ下部がキーンゴールドメタリックに塗り分けられた2トーンカラーとなった。
  - 8月 -「PA」をベースとした特別仕様車「PAリミテッド」を追加。AM/FMラジオ付カセットステレオ（デジタルクロック付）、パットウエルダードアトリム、専用フロントシート表皮（ニット）、一体可倒式リヤシート（専用シート表皮色）、エクステリアに専用リヤデカールを貼布する。
- 1998年
  - 2月 -「PA」をベースとした特別仕様車の第2弾、「PAリミテッドII」を追加。キーレスエントリーが追加設定される。
  - 12月[6] - 同年10月の軽自動車規格改定に伴い生産・販売終了。

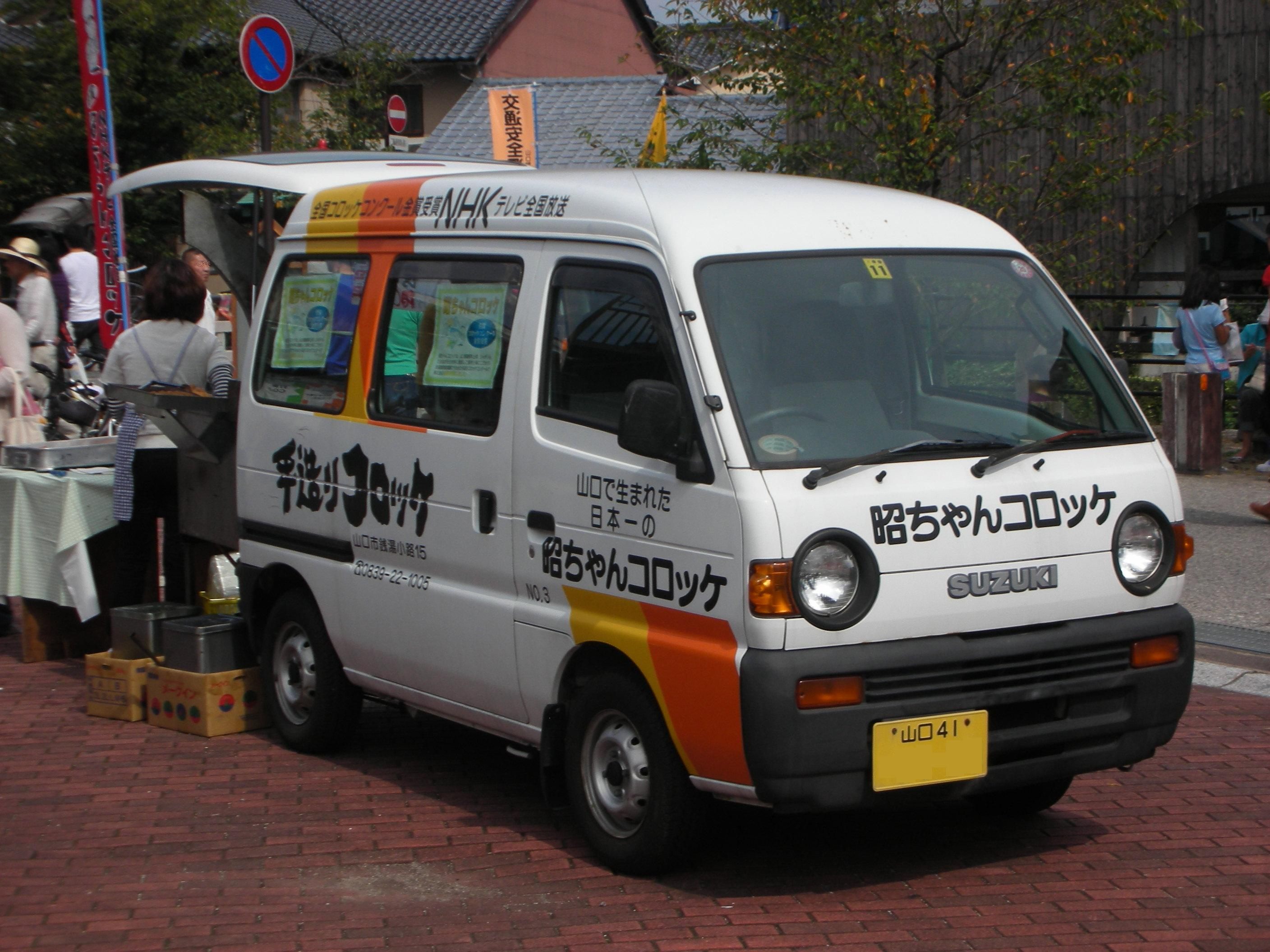
エブリイ商用グレード(1995年以降)

## 4代目（通算10代目）/ワゴン初代（1999-2005年）DA/DB62V/W
- 1999年
  - 1月6日 - 前年の軽自動車の規格改正より3ヶ月遅れてフルモデルチェンジ[DA/DB52]。

セミキャブデザインの新ボディを採用するが、エンジン搭載位置は運転席下であり構造上はキャブオーバーを継承する。新たにSiターボ（SOHC6バルブターボ・60ps）エンジンを搭載した「ジョインターボ」、「ジョイポップターボ」、「ジョイポップエアロターボ」を設定した。ジョイン以下のグレードが350Kg積み、ジョイポップが200Kg積みという最大積載量であり、ジョイポップは従来どおり乗用を意識していた[7]。
  - 6月17日 - 乗用ワゴンタイプの「エブリイワゴン」追加[8]。

当初は「ジョイポップターボ」と「ジョイポップエアロターボ」の2グレード。「ジョイン」系は商用モデルの上級仕様として設定され、350Kg積み商用モデルだがフルホイールキャップやパワーウィンドウ、キーレスエントリー、カセットステレオが標準装備される[8]。ジョインとワゴン全車に運転席、助手席エアバッグと軽ワンボックスではあまり標準装備されることの少ないABSが標準装備された[8]。JOYPOPエアロターボはエアロパーツやアルミホイールはもちろん、チルトアップ機構付きの電動サンルーフも標準となる。同時に1300cc・7人乗りとした普通車登録の「エブリイプラス」が販売される[9][10]。
  - 8月9日 -「エブリイ 電気自動車」を発売[11]。
  - 11月25日 - 一部改良。

ターボエンジンの最高出力が64psになり、AT車は4速ATに変更[8]。NAエンジンは中・低回転域のトルクなどを向上させた。安全性能も向上し「エブリイ」の「GA」・「PA」を除く全グレードに運転席・助手席SRSエアバッグ・ABSを標準装備し、「エブリイ」の「GA」・「PA」も運転席エアバッグをオプション設定した。
グレード体系が変更され、「エブリイ」は「GA」の2WD・3速AT車と「ジョイン」を追加。「ジョインターボ」は「ジョインターボDX-II」にグレードアップ。「ジョイポップエアロターボ」は「ジョイポップターボS」に改名し、新たに「ジョイポップターボL」を追加（ジョインターボDX-II・ジョイポップターボLではテールランプにハザードランプ部分の色はオレンジからクリアーに変更し、ハザードランプ電球とバックランプの電球が入れ替わった）。「エブリイワゴン」の「ジョイポップエアロターボ」も「ジョイポップターボS」に改名し、「ジョイポップターボL」を追加[12]。
  - 12月14日 - 燃料に圧縮天然ガス（CNG）を使用した「エブリイ 天然ガス (CNG) 自動車」を発売[13]。
- 2000年
  - 5月17日 - 一部改良。

ターボエンジン搭載車（「エブリイワゴン」全グレードと「エブリイ」の「ジョインターボDX-II」）の外観を変更、ノックセンサー並びに過給圧制御装置の追加、インタークーラーの取り付け位置変更による高速域でのエンジン性能向上、内装面ではシートベルトアジャスターや大型グリップを追加する。なお、「エブリイ」の「ジョイポップターボS/L」は廃止され、「エブリイワゴン」に併合された[14][15]。
  - 6月8日 - スズキ創立80周年を記念した特別仕様車「エブリイワゴン 80周年記念車 ジョイポップターボEX」を発売[16]。「エブリイワゴン」の「ジョイポップターボ」をベースに外観の質感を高め、上級オーディオ、専用シート表皮を装備した。
  - 7月7日 - 福祉車両「後席リフトアップ車」を発売（3AT車のみの設定）[17]。

後席左側のシートにリモコン操作で電動昇降するリフトアップ機構を採用。リフトアップシートには胸部固定用ベルト、アームレスト、専用ステップを装備したほか、折り畳み式の車いすを荷室に積載・固定できるフックとベルトも標準装備。同梱するリモコンは車体に付けられるように磁石付とした。なお、スズキ製の福祉車両はこれまで軽ワゴン車のワゴンRのみに設定されていたが、本仕様車の発売によりエブリイにも設定されたことで「ウィズシリーズ」として新たにシリーズ化された。
  - 11月15日 - 特別仕様車「エブリイ＋（プラス）リミテッドII」発売[18]。
- 2001年
  - 1月18日 -「エブリイワゴン」にエアロパーツ・上級オーディオ・専用シート表皮を装備した新グレード「21世紀記念スペシャル ジョイポップターボEX-II」を発売[19]。
  - 5月24日 -「エブリイプラス」を「エブリイランディ」に車名変更[20]。
  - 9月4日 - 一部改良。[DA62]

全車にK6A型オールアルミDOHCエンジンが搭載される。出力は49ps。ATシフトレバーが、3速AT車を除き、フロアーからインパネに配置される。「エブリイ」には新たに「PC」を追加し、NAエンジン車は軽バンでは初の「優-低排出ガス（☆☆）」認定を取得（ターボ車（「エブリイワゴン」を含む）は「良-低排出ガス（☆）」認定）。「エブリイワゴン」にはNAエンジン仕様の「ジョイポップ」が追加され、ターボ車の「ジョイポップターボ」にはロールーフ仕様が設定される[8]。また、「ジョイポップターボ」の上級仕様にあたる「ジョイポップターボPZ」を追加[8][21]。
- 2002年5月16日 - 「キャリイ」がマイナーチェンジを行ったが、「エブリイ」は引き続き従来のキャビンは継続された。
- 2003年9月3日 -「エブリイ」に「超-低排出ガス（☆☆☆）」認定取得の新グレード「PU」を追加[22]。
- 2005年
  - 7月[23] - 生産終了。在庫対応分のみの販売となる。
  - 8月 - 5代目と入れ替わる形で販売終了。

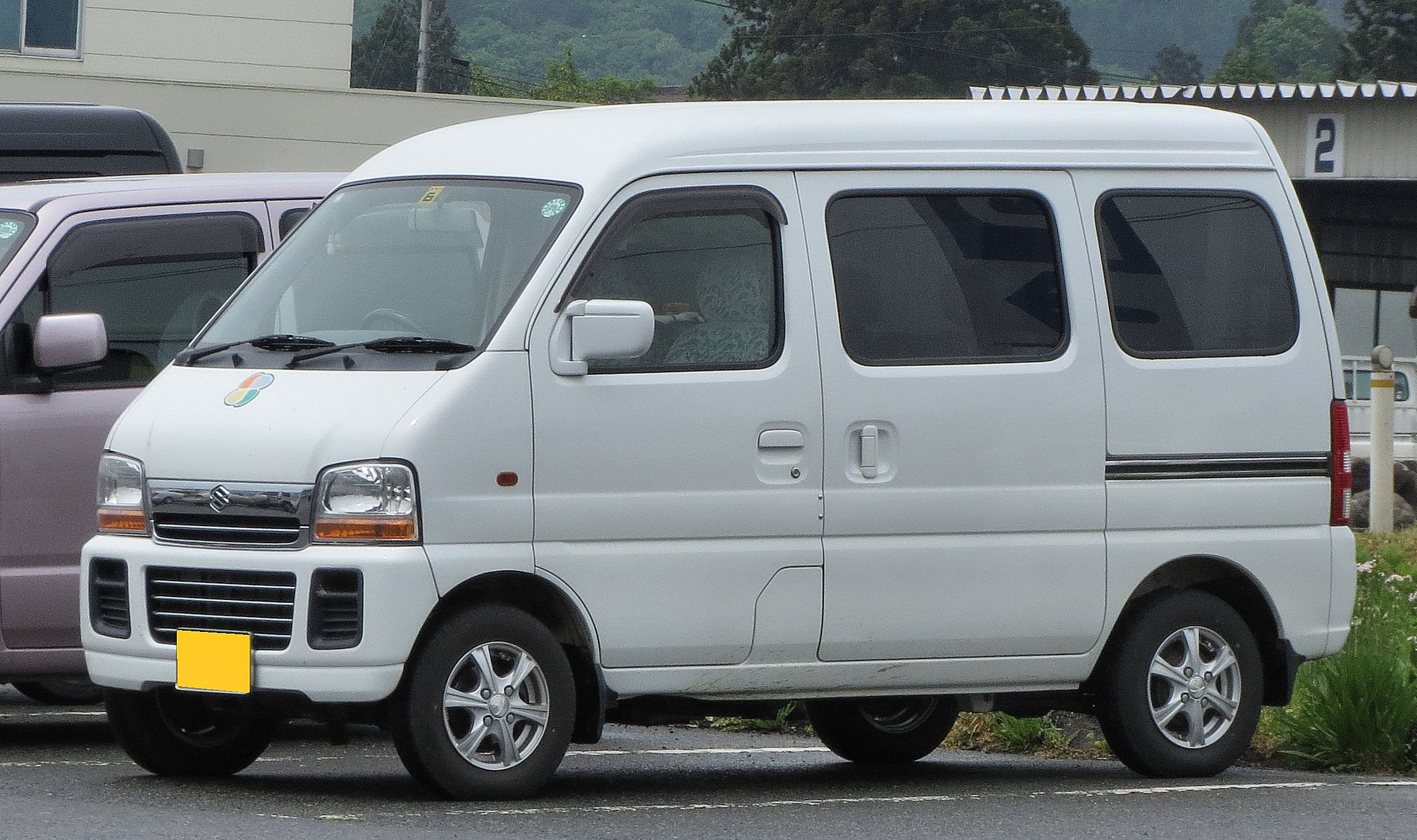
エブリイ ジョイン4WD（フロント）
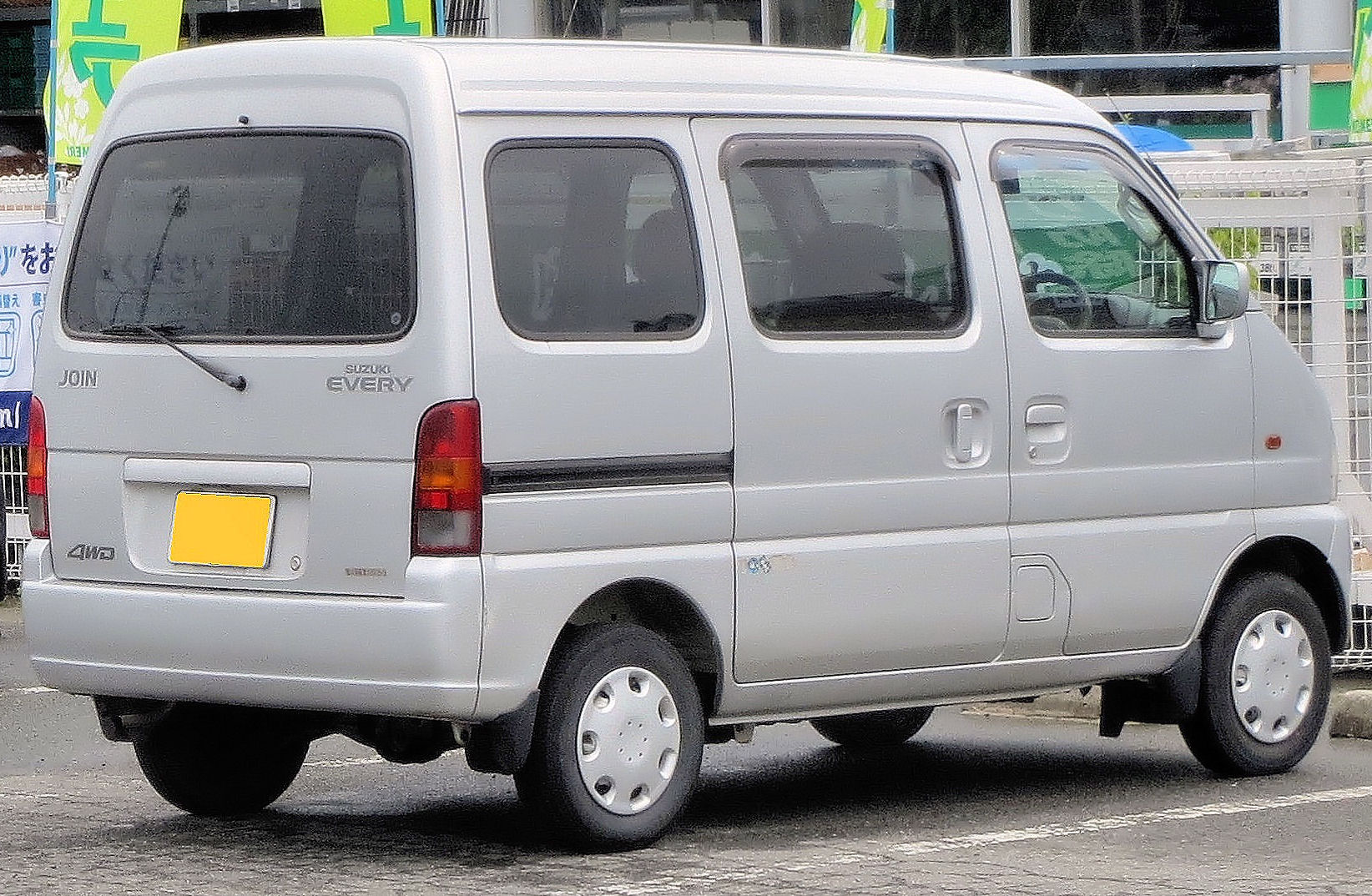
エブリイ ジョイン4WD（リア）
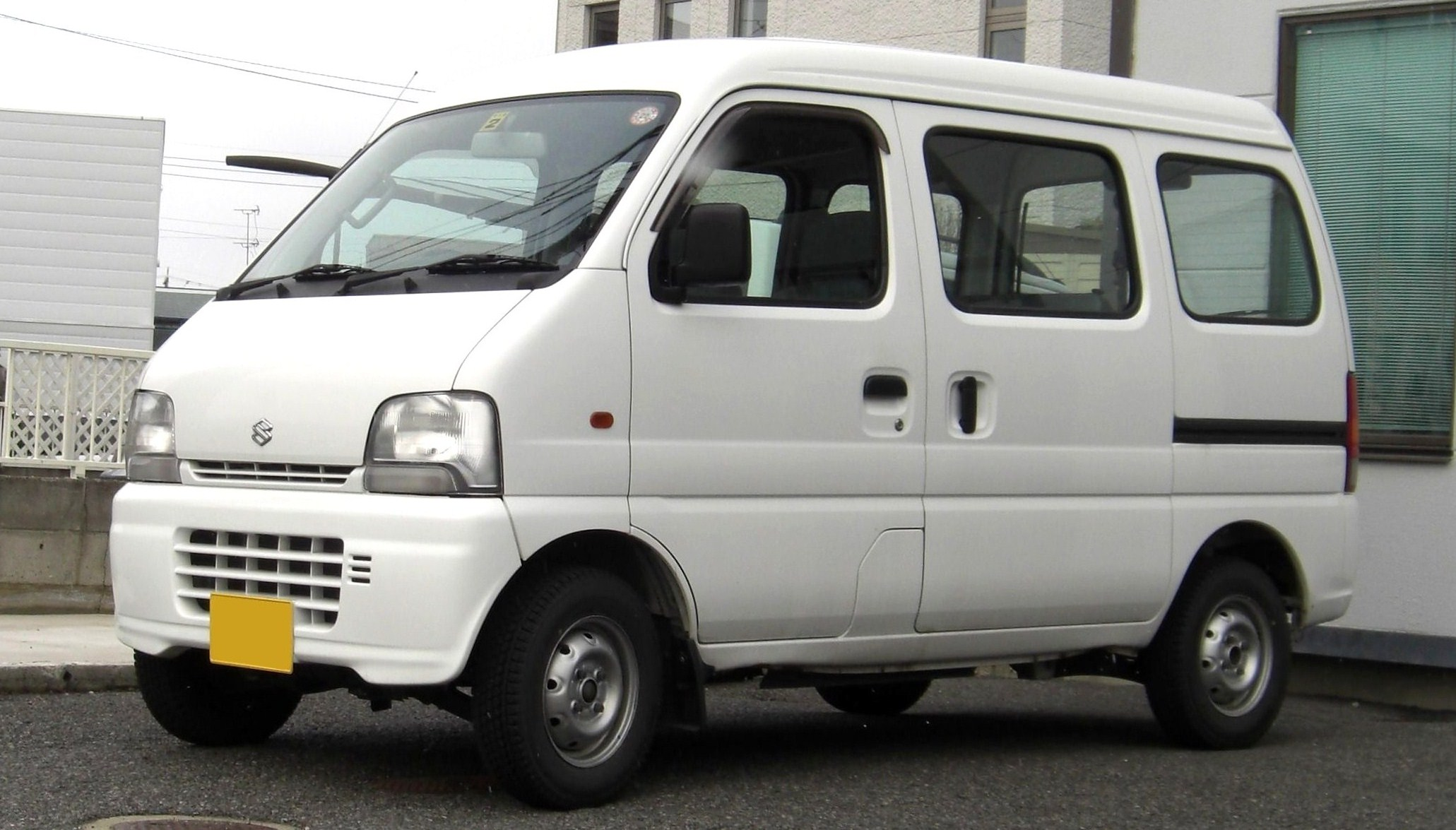
エブリイ（バン、フロント）
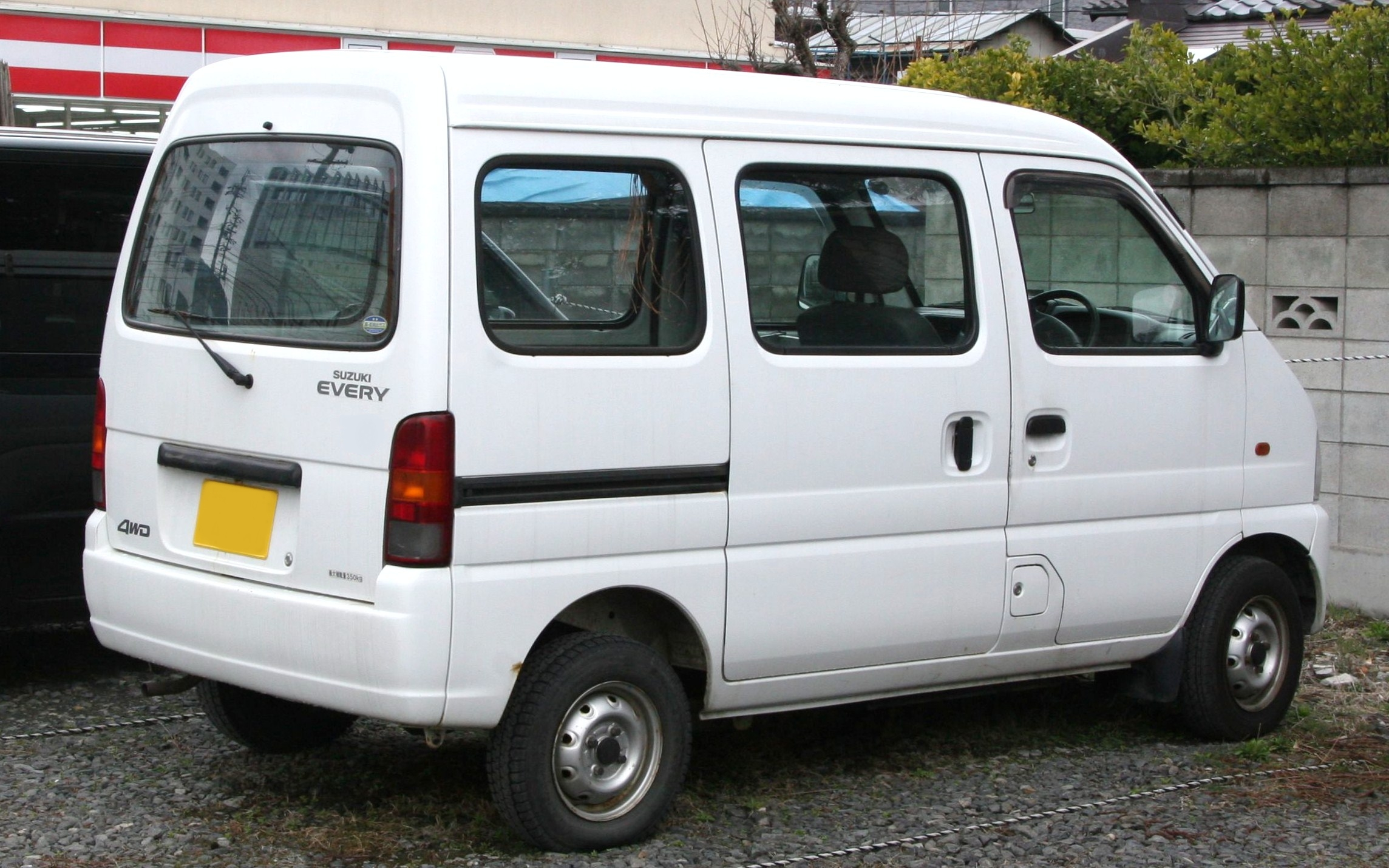
エブリイ（バン、リア）
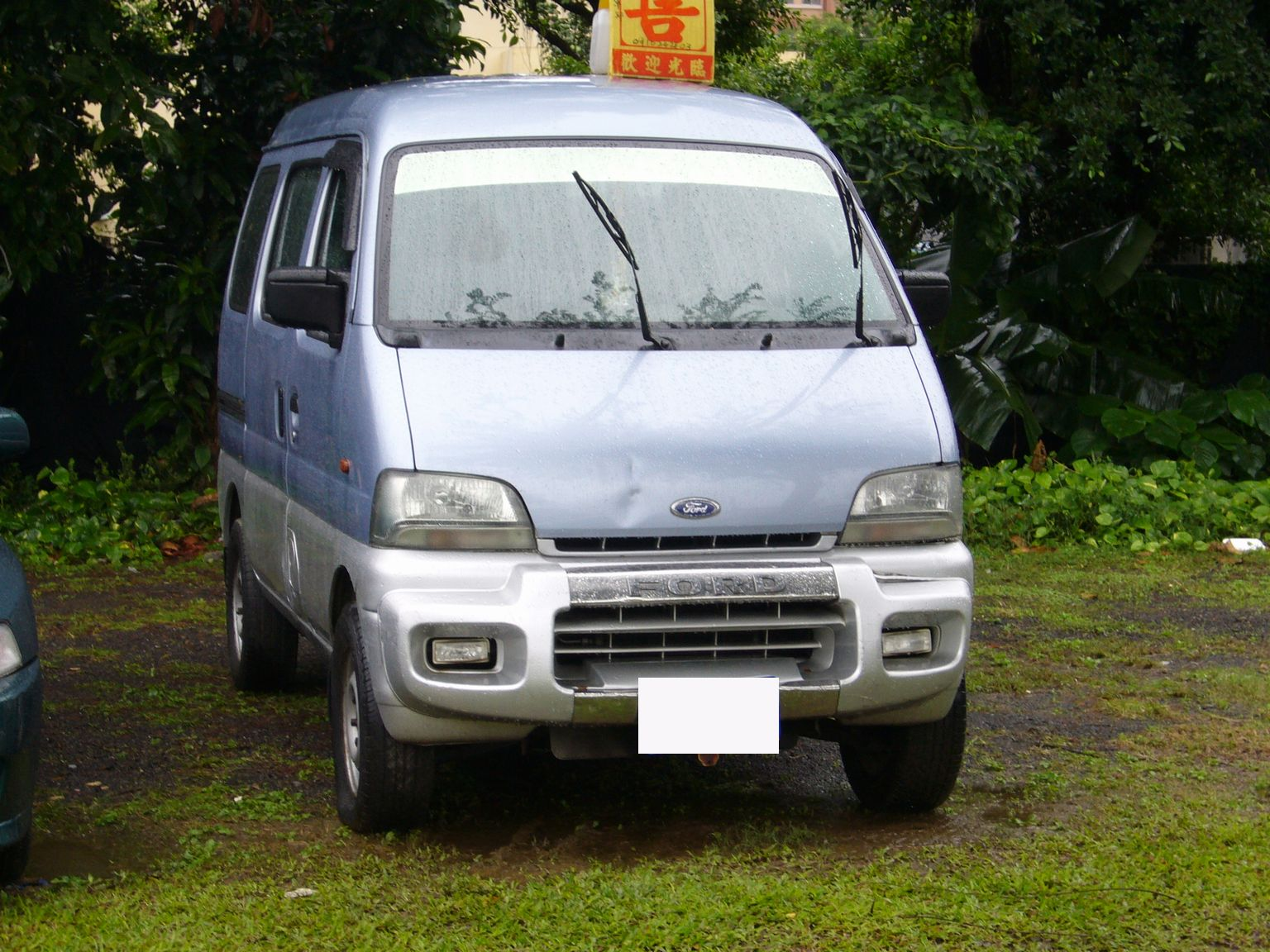
フォード・PRZ
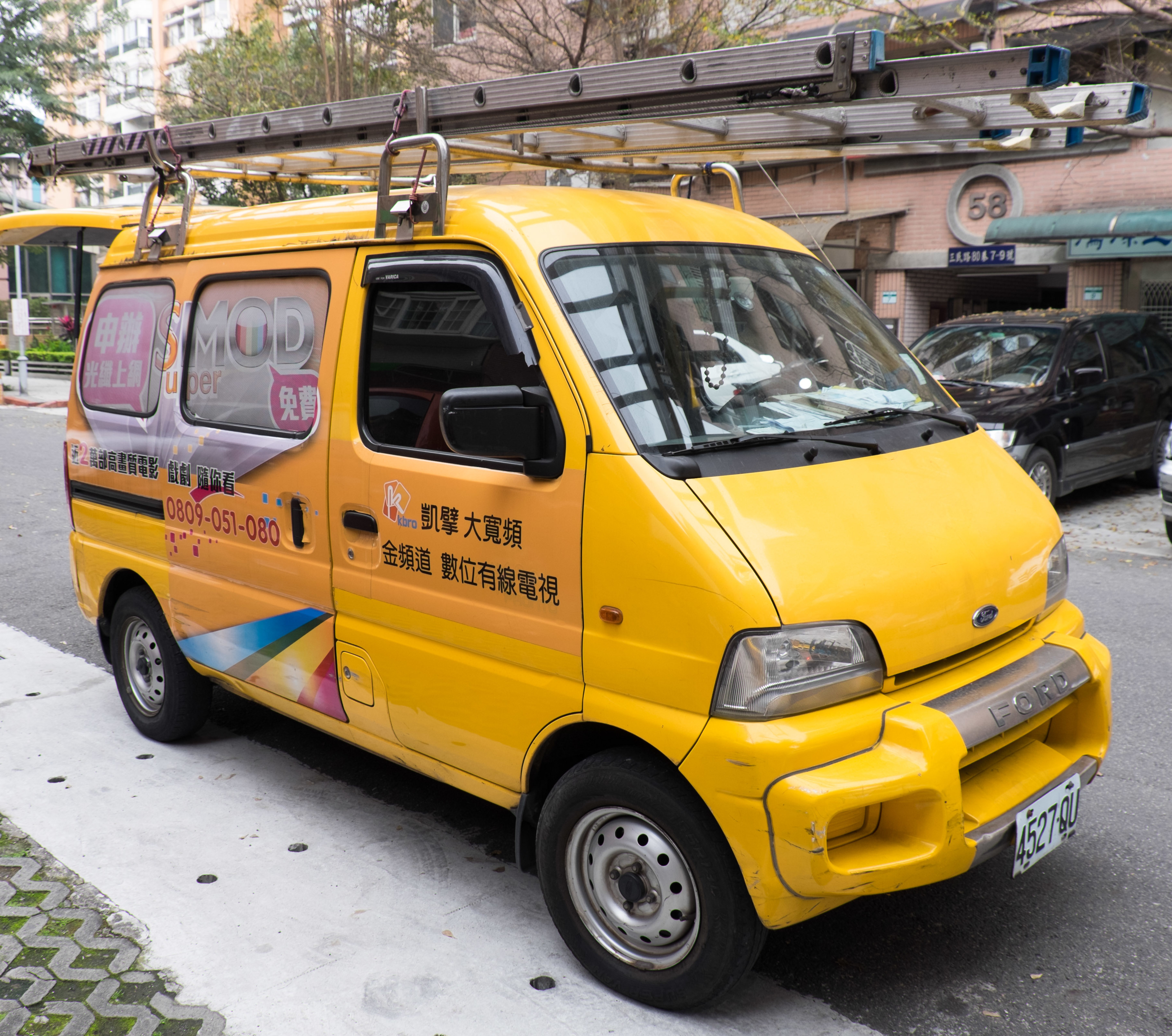
フォード・プロント

## 5代目（通算11代目）/ワゴン2代目（2005年-2015年）DA64V/W

### 年表

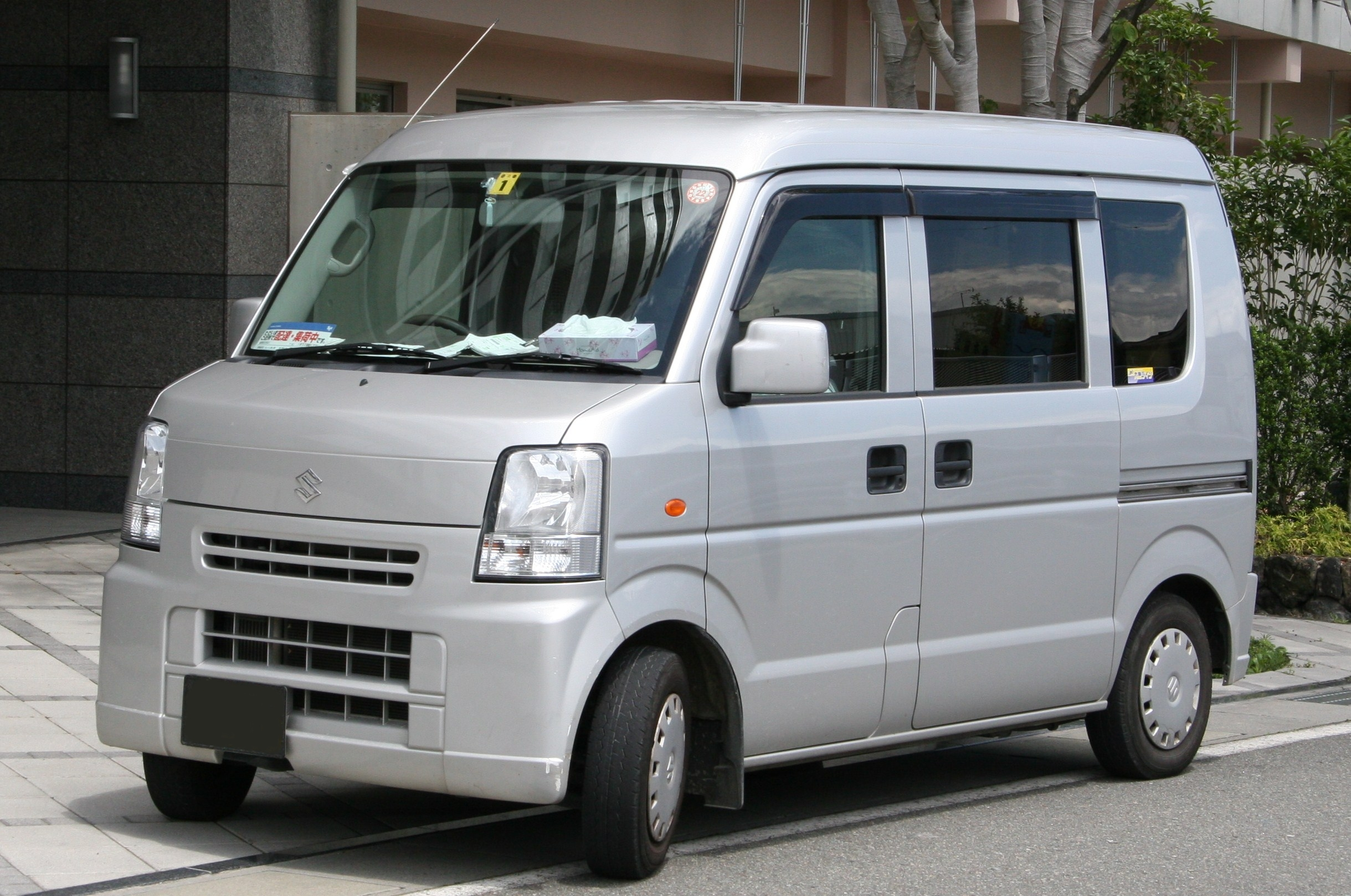
JOINターボ
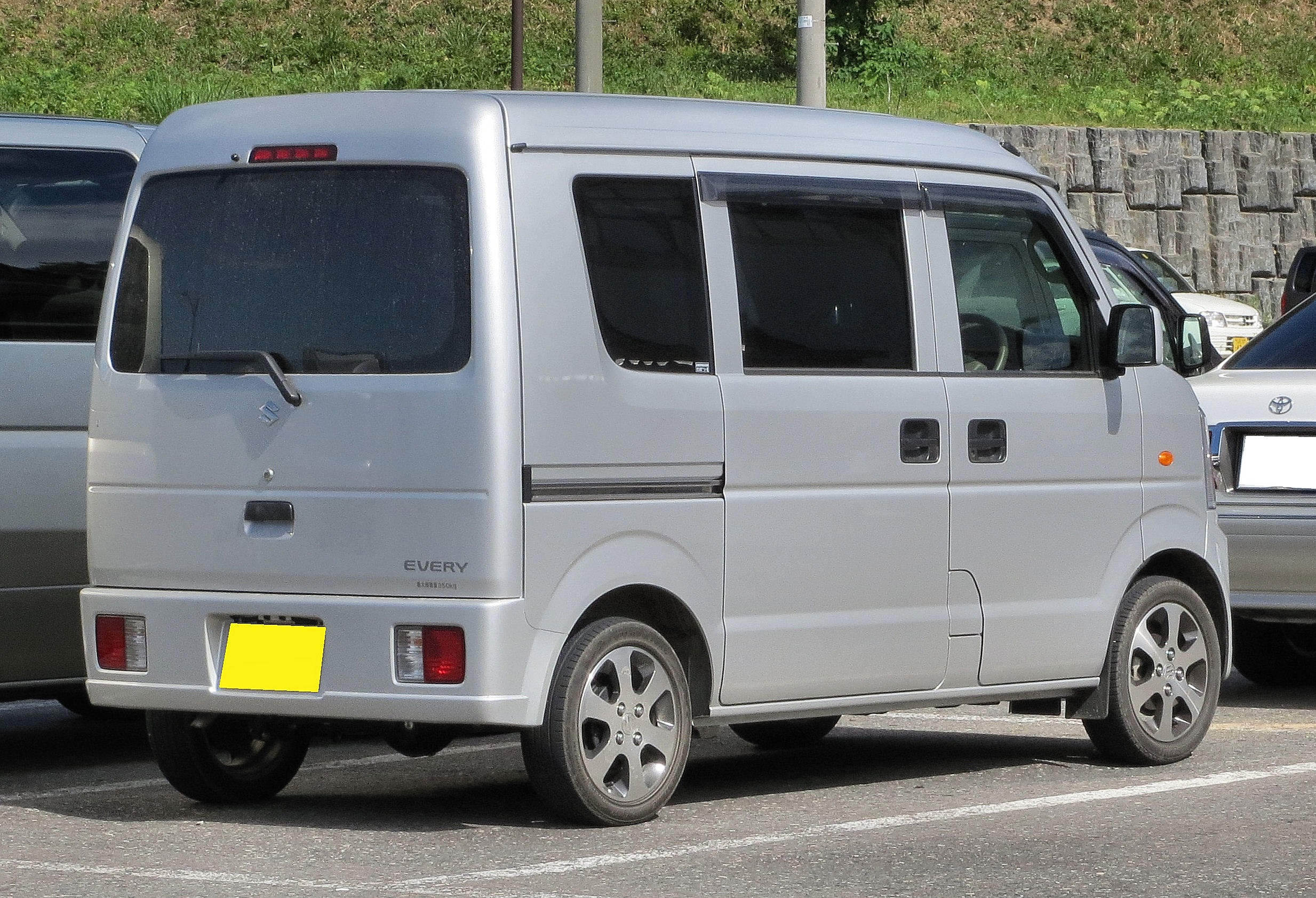
JOINターボ4WD リヤ
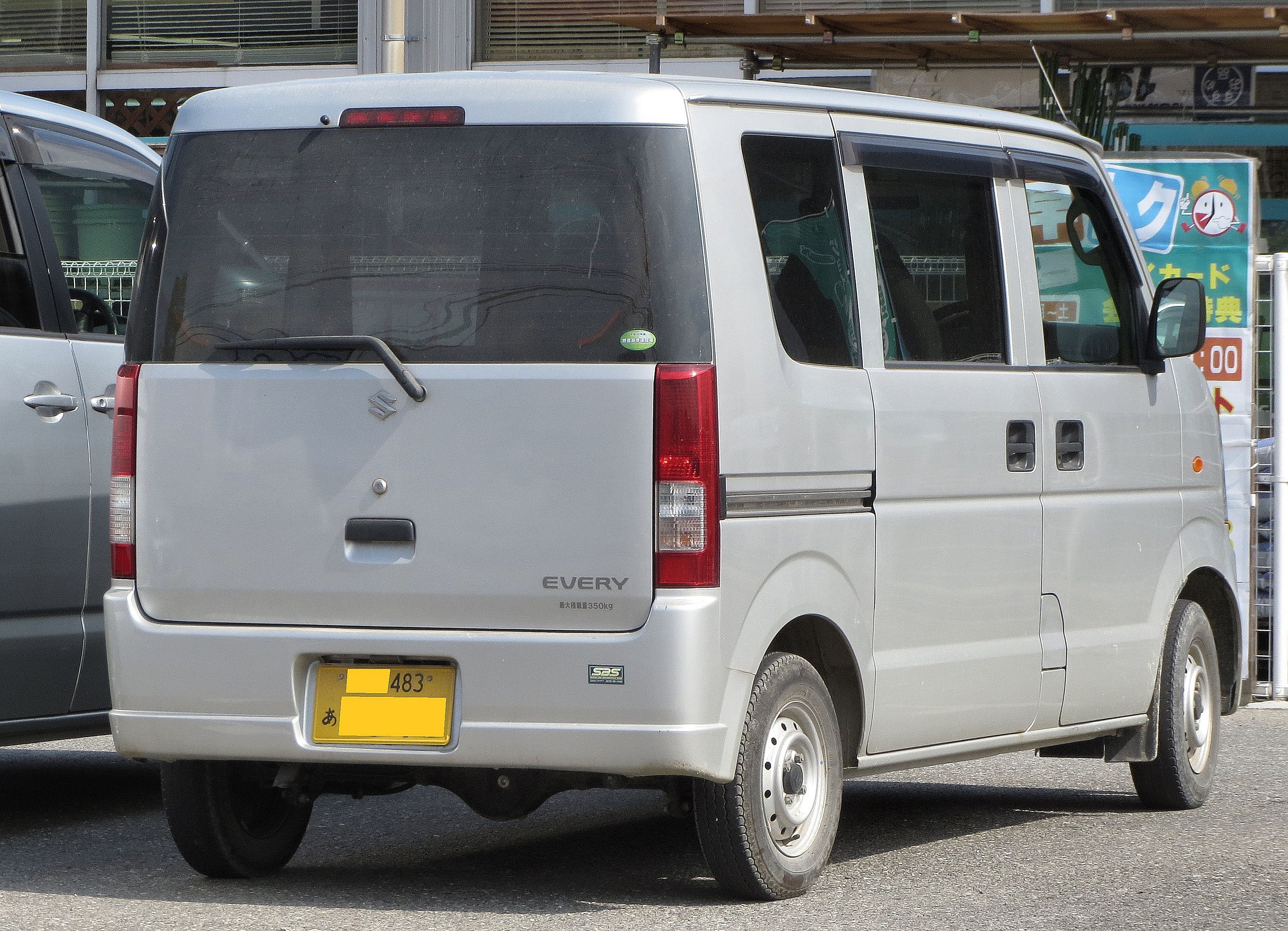
GA 4WD 標準ルーフ
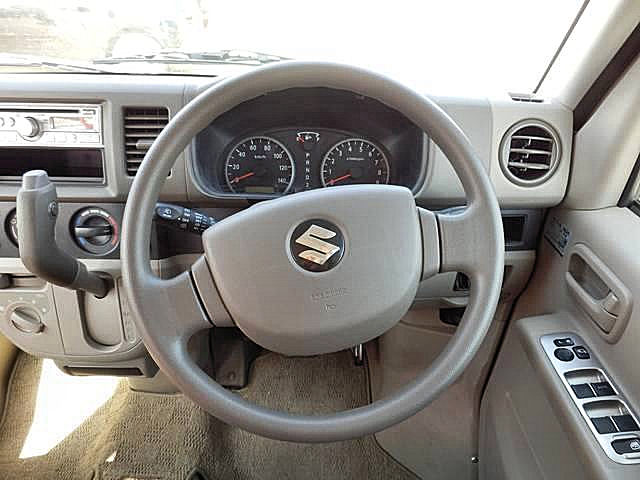
JOINターボ4WD 室内

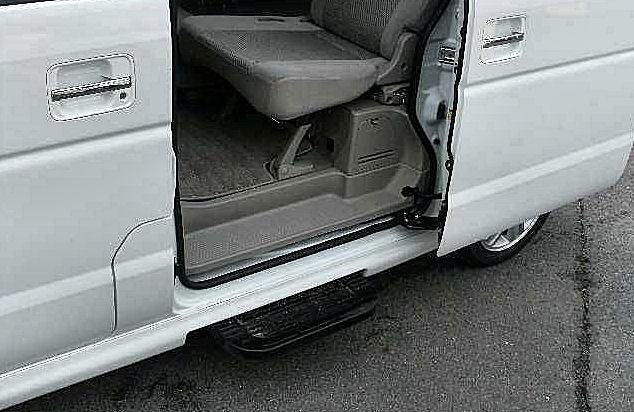
ワゴン PZターボ スペシャルハイルーフ 4WD(後期型・ オートステップ)
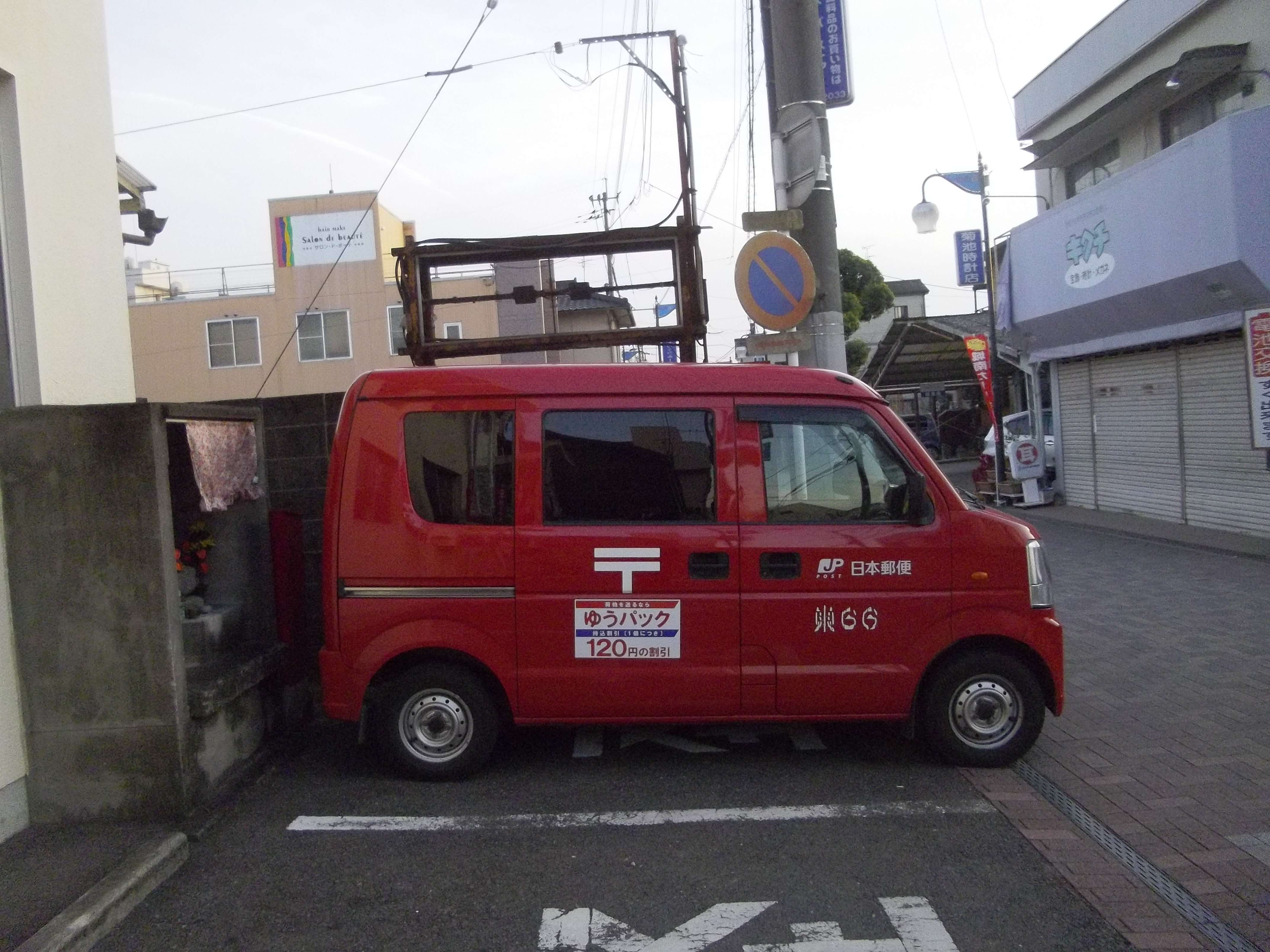
バン　郵政仕様車

- 2005年8月26日 - フルモデルチェンジ[DA64]。

共通特徴として、5MT車を含めて全車インパネシフトを採用し、前席の左右ウォークスルーが可能になった。また、ドアハンドルはグリップタイプに変更した。「エブリイワゴン」は『軽のミニバン』をコンセプトに開発され、軽自動車では初となる後席パワースライドドアを「PZターボ（左側のみ）」、「PZターボスペシャル（両側）」に装備。また、「PZターボスペシャル」では電動オートステップも採用している。外装は開放的な大きな窓を表現する為、ピラーの一部をブラックアウト化したほか、ドアハンドルにはメッキを、スライドドアのレール部分もスライドドアレールガーニッシュで覆い、すっきりとした。「エブリイ」は「GA」以外の全グレードでリアコンビランプをバンパーに組み込み、開口部を広くした。また、長尺物を運ぶ際に最適な助手席前倒し機構やパワードアロック、運転席・助手席SRSエアバッグを全車に標準装備し、「PC」・「JOIN」・「JOINターボ」ではセキュリティアラームシステムも標準装備した。また、「JOINターボ」を除く2WD車と「JOINターボ」の5MT車は「平成22年度燃費基準+5%」を達成すると共に、「PU」の2WD車は「平成17年排出ガス基準50%低減レベル（☆☆☆）」認定を取得した。
中華圏特別行政区の香港、およびマカオでは660ccの排気量のまま輸出されている。
- 2006年
  - 1月 - 仕様変更（2型）。
  - 2月2日 - 福祉車両「ウィズシリーズ」の「後席リフトアップ車」をフルモデルチェンジ・改名した「乗降シート車」及び新たなラインナップとして「車いす移動車」を発売[25]。

「乗降シート車」はベースモデルをエブリイからエブリイワゴンに変更するとともに、リモコンはキーホルダータイプに変更。乗降シートには専用フットレストが新たに装備され、シートスライドとリクライニングも電動式となった。新たに設定される「車いす移動車」はリアシート無のエブリイとリアシート付のエブリイワゴンの2種類が設定されており、共通でリモコン操作できる電動ウインチを標準装備。また、エブリイ「車いす移動車」には乗車中の介助を可能とする介助者用の補助シート付車を設定。エブリイワゴン「車いす移動車」は内装色に明るめのベージュ系色を採用し、折り畳みや脱着ができるリアシートを採用したことで、車いすで乗車しない時は通常車と同じく4名乗車できるようにした。
  - 10月30日 - エブリイ「PU」をベースにICカード読取装置や通信機を装備した「カーシェアリング専用車」の受注生産・納入開始[26]。
  - 12月4日 - 特別仕様車「レザーセレクション」を発売[27]。「エブリイワゴン」の「PZターボスペシャル」をベースに、本革仕様の専用シート、木目調インパネなどを装備した。
- 2007年
  - 7月9日 -「エブリイ」、「エブリイワゴン」共に一部改良（3型）[28]。

「エブリイワゴン」は、フロントシートを改良し、ボディカラーは「ミステリアスバイオレッドパール（オプションカラー）」を追加の上、「ターコイズグリーンパールメタリック」、「ディープローズレッドパールメタリック」、「アズールグレーパールメタリック」の3色を廃止して5色に整理。「PZターボ」・「PZターボスペシャル」はフロントメッキグリルのデザインを一新し、シート表皮をベージュに変更。装備面では新たにディスチャージヘッドランプを追加設定[注釈 6]した。このディスチャージヘッドランプは、当時の同社の他車種のディスチャージランプ車がロービーム／ハイビーム兼用のプロジェクタータイプの2灯式であるのに対し、同社初のロービーム専用のマルチリフレクタータイプとなり、同装着車はハイビーム専用のマルチリフレクタータイプハロゲンヘッドランプがロービームの上につく縦4灯式となっている。「PZターボスペシャル」にはルーフエンドスポイラーを追加装備したハイルーフ仕様を追加設定。「JP」・「JPターボ」はフロントフードにメッキガーニッシュを追加し、シートとドアトリム表皮をブラウンに変更。「JP」のハイルーフ仕様は3AT車のみとなる。
「エブリイ」は、フロントシートを改良したほか、「PC」・「JOIN」・「JOINターボ」はシートとドアトリム表皮（「JOINターボ」のみ）を変更し、ボディカラーの「ターコイズグリーンパールメタリック」を廃止し、替わって「ブルーイッシュブラックパール3」を追加。
  - 11月 -「エブリイワゴン」を仕様変更。ボディカラーに同年2月に発売を開始したワゴンRスティングレー設定色の「スパークブラックパール（オプションカラー）」を追加した。
- 2008年4月 - 仕様変更（4型）。
- 2009年12月10日 -「エブリイワゴン」の「JPターボ（標準ルーフ車）」をベースに、フロントメッキグリル、アンダースポイラー（フロント・サイド・リア）、13インチアルミホイール、フロントフォグランプ、LEDサイドターンランプ付ドアミラーを装備し、ベージュのファブリックシート表皮とドアトリムクロスを採用した特別仕様車「JPターボリミテッド」を発売。ボディカラーは4色を設定し、オーディオレス仕様としている[29]。
- 2010年5月18日 -「エブリイ」、「エブリイワゴン」共に一部改良（5型）。

「エブリイワゴン」はエンジンの圧縮比を上げたことで燃費を0.2km/L向上すると共に、ターボチャージャーの高効率化などで低回転域のトルクが向上し、街中での走行性能を高めた。また、「PZターボ」・「PZターボスペシャル」ではエクステリア・インテリアを変更し、フロントにはメッキグリル、エアロバンパー、マルチリフレクターハロゲンフォグランプを採用。リアにもエアロバンパーを採用すると共に、コンビネーションランプをクリアタイプに変更。サイドもアンダースポイラーのデザインを変更し、ターンランプのレンズ色にはホワイトを採用。また、シート表皮のセンター部分を細かなブロック柄に変更するとともに、フューエルキャップを給油時の紛失防止のために、既にパレットなどで採用されていた、フューエルリッド裏側から伸びたプラスチック製のひもに引っ掛けられた形とし、給油時にキャップがボディに当たらないようにするためのキャップホルダーがフューエルリッド裏側に取り付けられた。ボディカラーは新たに「ブリーズブルーメタリック（2010年6月発売）」を追加する共に、既存色を整理し、全5色となった。なお、今回の変更でNA車の「JP」が廃止し、全車ターボエンジン4AT仕様となった。
「エブリイ」はNA・3AT車のギア比を見直し、「JOINターボ」は「エブリイワゴン」と同じくエンジンとターボチャージャーの改良などを行い、燃費を0.2km/L向上。「JOINターボ」は街中での走行性能も高めると共に、5MT車は「平成22年度燃費基準+10%」を達成した。
- 2012年5月17日 - 仕様変更（6型）。

同年7月からのシートおよびシートベルトに関する保安基準の改正に対応し、エブリイは「JOIN」系を除くグレードにおいて、フロントシートをヘッドレスト一体型から分離型に変更。従来からヘッドレスト分離型フロントシートを採用していたエブリイの「JOIN」系とエブリイワゴンは、フロントシートのヘッドレスト大型化と、リアシートのヘッドレスト形状を鞍型に変更し大型化した。
- 2013年
  - 4月10日 - エブリイの3AT車を一部改良。

エンジン制御を改良し、4WD車には転がり抵抗低減タイヤも併せて採用することで燃費を向上するとともに、触媒の変更により排気ガスのクリーン化も行ったことで、ガソリン車の軽キャブバンクラスで初となる「平成17年排出ガス基準75%低減レベル（☆☆☆☆）」と「平成27年度燃費基準」を同時に達成した。なお、今回の一部改良により「PU」を廃止した[31]。
  - 12月3日 - 日産自動車へ2代目NV100クリッパー及びNV100クリッパーリオとしてOEM供給を開始。
- 2014年
  - 2月27日 - 三菱自動車工業へ7代目ミニキャブバン及び2代目タウンボックスとしてOEM供給を開始。これにより、日本国内の自動車市場では稀な4兄弟車種となった。
  - 10月 - 仕様変更。「ミステリアスバイオレットパール（オプションカラー）」と「ブリーズブルーメタリック」を廃止した[注釈 8]。
- 2015年
  - 1月[32] - 生産終了。以後、在庫対応分のみの販売となる。
  - 2月 - 6代目と入れ替わる形で販売終了。

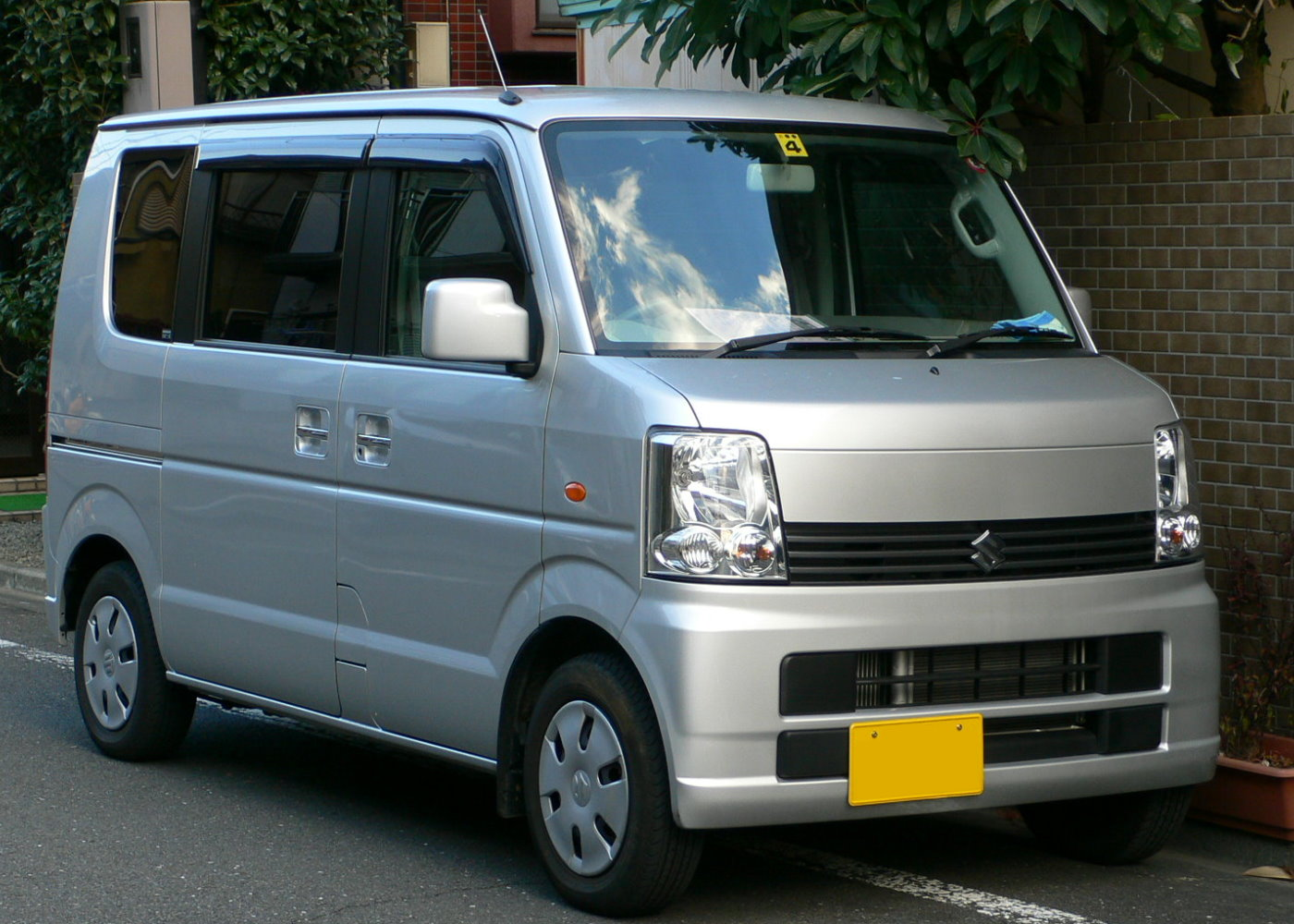
ワゴン JP 標準ルーフ
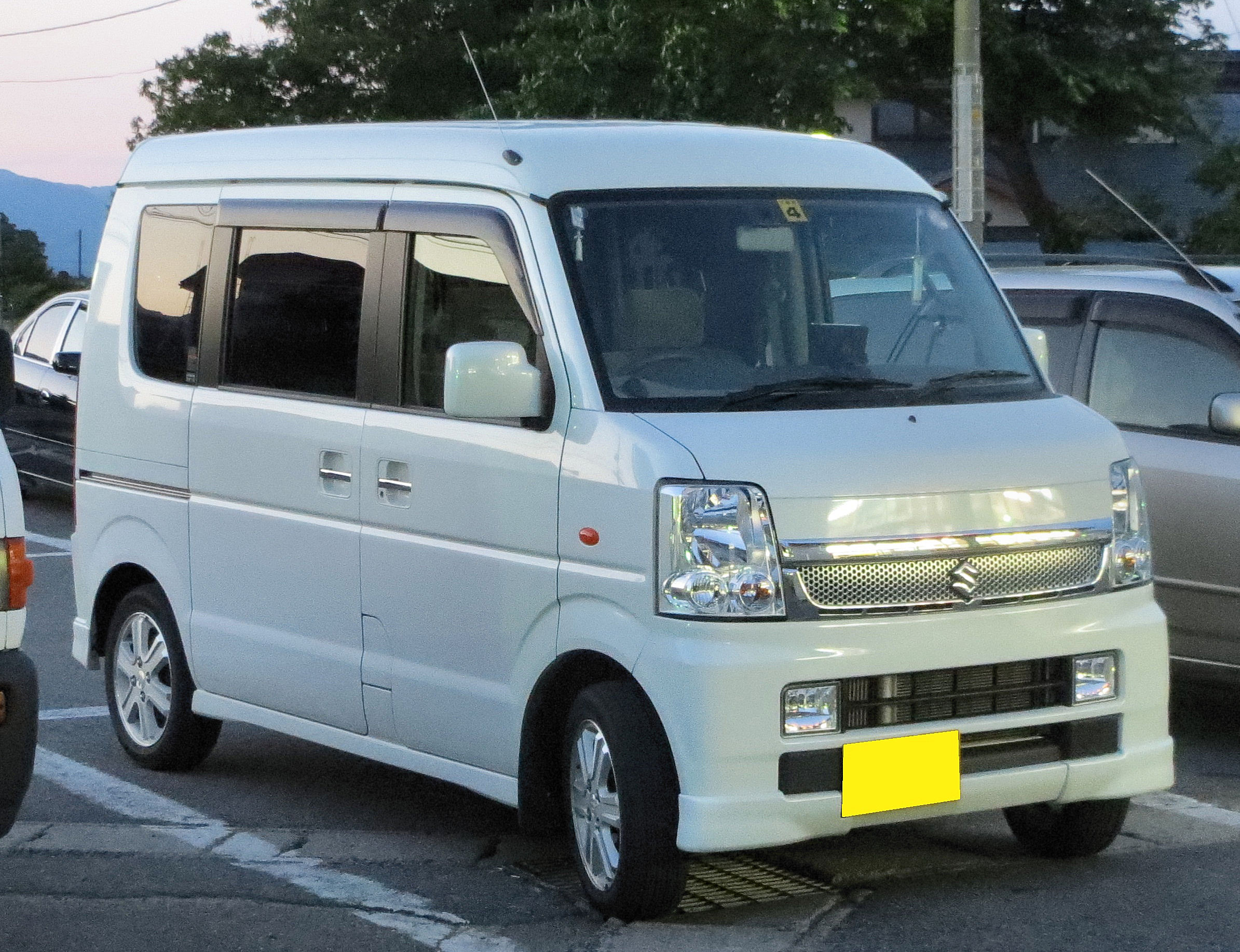
ワゴン PZターボ スペシャル ハイルーフ 4WD (前期型)
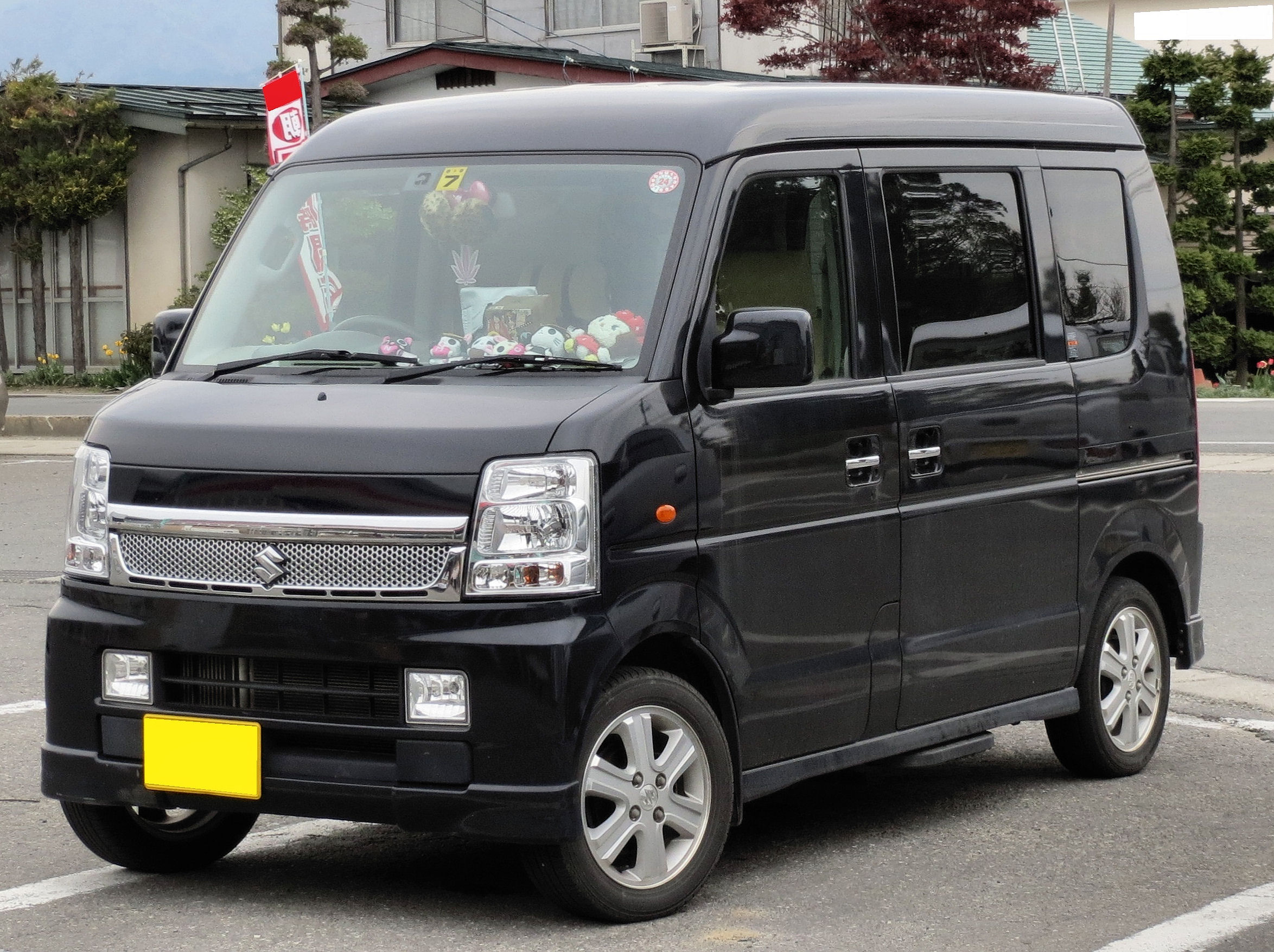
ワゴン PZターボ スペシャル ハイルーフ 4WD (中期型)
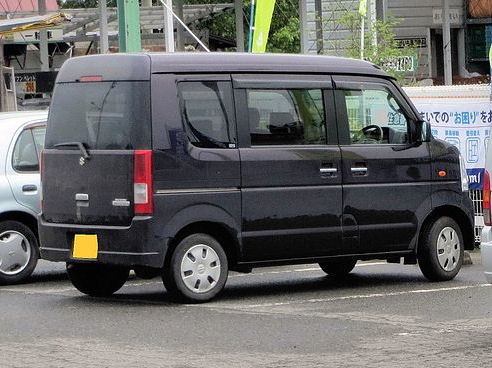
ワゴン JPターボ ハイルーフ4WD リヤ
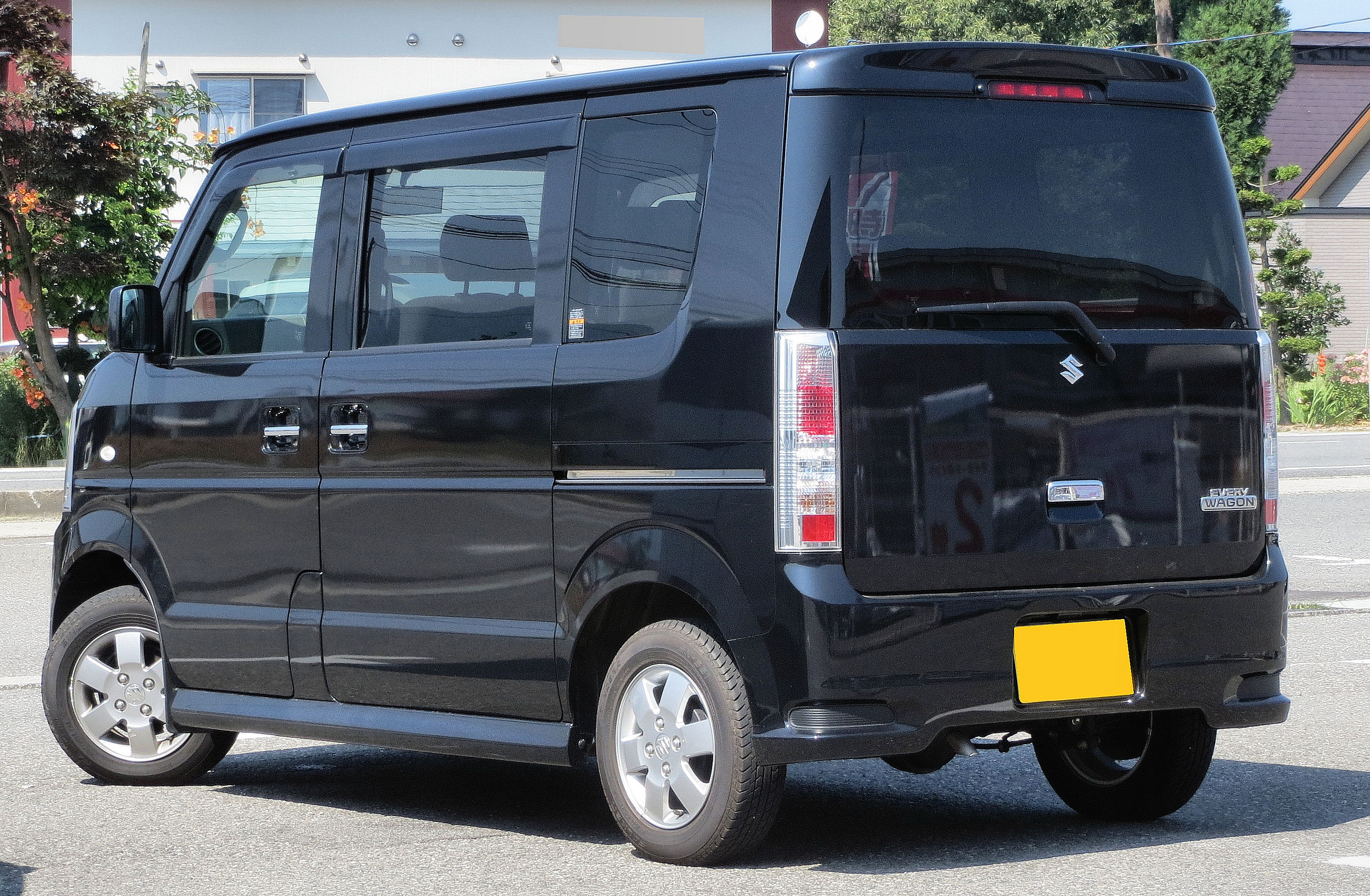
ワゴンPZターボ4WD (後期型・リヤ)

- JOINターボ
- JOINターボ4WD
リヤ
- GA 4WD
標準ルーフ
- JOINターボ4WD
室内

- ワゴン PZターボ
スペシャルハイルーフ 4WD(後期型・
オートステップ)
- バン　郵政仕様車

## 6代目（通算12代目）/ワゴン3代目（2015年-）DA17V/W
基本的には先代のキープコンセプトで、荷室長・荷室幅・荷室高・荷室床面長をそれぞれ延ばして荷室を拡大し、助手席前倒し時の床面長も拡大。併せて、タイヤ位置とダッシュパネルを前方に移動したことで5代目と同等の前席乗員スペースを確保。シートスライド量を運転席で65mm、助手席で60mmそれぞれ拡大した。バックドア開口部は高さと幅をそれぞれ拡大すると同時に荷室床面地上高を650mmに低床化。後席ドアの開口部も高さと幅を拡大し、リアステップ高を375mm（「JOIN」系を除く）に低床化された。
エンジンは吸気側にVVTを搭載したR06A型（「JOINターボ」は同エンジンのインタークーラーターボ仕様）に置換。トランスミッションはNA車は従来の3ATに替わり、5MTをベースにクラッチとシフト操作を自動化したAMT・オートギヤシフト（AGS）車を新たに設定。ターボ車は4ATを改良し、トランスミッションのトルク容量を最適化した。ボディーは高張力鋼板の使用範囲を拡大したほか、エンジンや足回り、内装や電装部品に至るまで軽量化を図り、5MT車で40kg軽量化された。これらにより、燃費を向上し、NA・5AGS車は軽キャブバンで初めて「平成27年度燃費基準+20%」を達成、NA・5MT車は「平成27年度燃費基準」をそれぞれ達成。「平成17年排出ガス基準75%低減レベル（☆☆☆☆）」はNA・5AGS車に加え、NA・5MT車にも拡大して認定取得した。
インパネドリンクホルダーを適切な位置に設け、スマートフォンなどが置けるセンターミドルトレーやA4サイズの書類が収納できるフロントドアポケットを配置するなど収納スペースを確保し、「PC」・「JOIN」・「JOINターボ」には前席頭上にA4ファイル2冊と薄型ボックスティッシュが収納できるオーバーヘッドシェルフを装備した。荷室上部や側面にディーラー装着のアクセサリーに対応したユーティリティナットを設定し、後席スライドドアのドアハンドルを縦型に変更。ホイールベースを30mm拡大しつつ、最小回転半径を4.1mに抑え、小回り性能にも優れた。5MT車及び「GA」を除く全グレードには軽ボンネットバンで初めて衝突被害軽減ブレーキを搭載し、誤発進抑制機能、エマージェンシーストップシグナル、ESPをセットにした「レーダーブレーキサポート装着車」をメーカーオプションに設定した。
エブリイワゴンは室内長・室内高を拡大し、フロントシートをベンチシートに変更。エブリイ同様に前席のシートスライド量を拡大した。また、ロングホイールベース化とリアシートスライド量の拡大により、前後乗員間距離を1,080mmに拡大した。エンジンはエブリイの「JOINターボ」同様にインタークーラーターボ仕様のR06A型エンジンに置換し、トランスミッションのトルク容量を最適化したことで燃費を向上。使い勝手も向上し、エブリイと同じくユーティリティーナットを備えたうえ、ラゲッジボードステーも装備。また、「PZターボスペシャル」は2代目で装備された後席左側電動オートステップを継続装備したほか、スペーシア/スペーシアカスタムに採用されているワンアクションパワースライドドア（挟み込み防止機能付・「PZターボ」は後席左側（助手席側）、「PZターボスペシャル」は後席両側）や車速が約15km/hに達した時に全てのドアを自動施錠する車速連動式オートドアロックを装備した。
外観は5代目の5型への改良時に「JPターボ」と「PZターボ」・「PZターボスペシャル」で異なっていたフロントデザインを2本線のフロントグリルとフロントフードガーニッシュを用いた共通デザイン（「PZターボ」・「PZターボスペシャル」はメッキ仕様）に統一した。ボディカラーは新色のガーデニングアクアメタリックとムーンライトバイオレットパールメタリック（メーカーオプション）を含む5色を設定。軽キャブワゴンで初めてとなる衝突被害軽減ブレーキ「レーダーブレーキサポート」をはじめ、誤発進抑制機能、エマージェンシーストップシグナル、ESPは全車標準装備とした。このほか、フロントアウタードアハンドルが先代のグリップ式からコスト削減などの理由でフラップ式に変更された。
先代はエブリイのハイルーフ車のみだったバンパー組込型リアコンビランプがエブリイの標準ルーフ車「GA」とエブリイワゴンにも拡大適応し、併せて、エブリイワゴンはテールランプとブレーキランプをLED化したが、エブリイバンは先代のままテールランプは継続されている。
販売店アクセサリーの純正カーナビゲーションには、スペーシア/スペーシアカスタム、ハスラー、8代目アルトに引き続き、スズキでは4車種目となるワイドDINサイズ（幅200mm）のワイドナビ4機種が設定され、市販のワイドDINサイズカーナビゲーションも、インパネのオーディオガーニッシュを販売店アクセサリーのオーディオ交換ガーニッシュ（ワイドDIN対応）に変えることで装着可能となっている。
「車いす仕様車」は共通でスロープをテールゲートと一体化して開閉を容易にし、既装備の電動ウインチはベルトをすばやく引き出せるフリーモードを追加。また、車いす乗員用の3点式シートベルトとオレンジ色を採用したハの字型の手すりを標準装備し、固定ベルトは4点式とした。エブリイワゴンの「車いす仕様車」はリアシートを左右分割式に変更。運転席側のリアシートを折りたたむことで車いす乗車時でも4名乗車ができるようになり、ベース車同様にレーダーブレーキサポート、誤発進抑制機能、エマージェンシーストップシグナル、ESPを標準装備して安全性能を強化。エブリイの「車いす仕様車」はメーカーオプション設定だった補助シートが助手席側リアシートとして標準化したほか、トランスミッションを3ATから5AGSに変更した。
遅れて登場した特別仕様車「PAリミテッド」、「PCリミテッド」はベース車の一つ格上のグレードに装備されている装備品を特別装備しており、「PAリミテッド」は「PA」をベースに、電波式キーレスエントリー（ハザードランプアンサーバック付）、スモークガラス（リアドア・クォーター・バックドア）、全面UVカット機能付ガラス、セキュリティアラームシステムを、「PCリミテッド」は「PC」をベースに、電動格納式リモコンドアミラー（カラード・助手席側はサイドアンダーミラー付、4WD車はヒーテッドドアミラー）、CDプレーヤー（FM/AMラジオ付）、フロント2スピーカーをそれぞれ特別装備。また、「PAリミテッド」・「PCリミテッド」共通で、5AGS車はベース車では廃止となった「レーダーブレーキサポート装着車」を特別にオプション設定している。2016年11月にはNAエンジン搭載の4AT車も設定され、こちらも5AGS車同様に、レーダーブレーキサポート・ESP・誤発進抑制機能・エマージェンシーストップシグナルのセットオプションの装着も可能である。

### 年表
- 2015年
  - 2月18日 - フルモデルチェンジ[33]。
  - 4月1日 - エブリイを仕様変更。燃費基準の区分変更に対応し、NA・2WD・5AGS車は「平成27年度燃費基準+25%」、NA・2WD・5MT車は「平成27年度燃費基準+5%」をそれぞれ達成した。また、ターボ車の「JOINターボ」も2WD・5MT車は「平成27年度燃費基準+10%」、2WD・4AT車と4WD・5MT車は「平成27年度燃費基準+5%」、4WD・4AT車は「平成27年度燃費基準」をそれぞれ達成した。
  - 6月25日 - 福祉車両「ウィズシリーズ」の「車いす移動車」を約9年4か月ぶりにフルモデルチェンジ[34]（エブリイワゴンの「車いす仕様車」は同年8月より生産開始）。
  - 9月29日 - 2015年度グッドデザイン賞を受賞したことを発表。スズキの四輪車では8代目アルト、3代目アルトラパン、SX4 S-CROSS、4代目ソリオ/2代目ソリオバンディットと同時に受賞した[35]。
  - 12月9日 -「JOIN」を除く5AGS車を一部仕様変更し、同時に特別仕様車「PAリミテッド」、「PCリミテッド」を発売（「PCリミテッド」は2016年2月生産開始）[36]。

4輪ABSと坂道発進時の後退を防ぐヒルホールドコントロールを標準装備。併せて、カタロググレードでの「レーダーブレーキサポート装着車」は「JOIN」の5AGS車と「JOINターボ」の4AT車のみの設定に変更した。「PA」・「PC」の「レーダーブレーキサポート装着車」には4輪ABSも含まれていたため、今回の仕様変更により4輪ABSが標準装備化されたこととなる。
- 2016年
  - 3月10日 - 5AGS車（「車いす移動車」および特別仕様車「PAリミテッド」・「PCリミテッド」を含む）を一部改良（「車いす移動車」は4月12日販売開始）[37]。

2015年8月にキャリイの5AGS車に先行採用した2速発進モードを新たに標準装備。本モードは走行モードをD（ドライブ）モードに設定している時にインパネに備えた切替えスイッチにより作動させることができ、空荷や軽積載での発進時にスムーズで快適な乗り心地を実現するとともに、クリープ時の推進力も強化した。
  - 11月11日 - 特別仕様車「PAリミテッド」・「PCリミテッド」に4AT車を追加設定[38]。

NAエンジン搭載のAT車の設定は、6代目へのフルモデルチェンジ以来、約1年9ヶ月ぶり。既存の5MT車、5AGS車と合わせてトランスミッションを3種類に増やした。なお、前述したエンジンの変更や車両重量の軽量化に加え、ターボ車と同じ4速に多段化したことで、5代目の3AT車（2013年4月改良モデル）よりもJC08モード燃費が向上（2WD車で1.6km/L、4WD車で1.2km/Lそれぞれ向上）されており、2WD車は「平成27年度燃費基準+10%」、4WD車は「平成27年度燃費基準+5%」をそれぞれ達成する。
- 2017年5月19日 - 4AT車を追加設定[39]。

従来はターボ車の「JOINターボ」や特別仕様車「PAリミテッド」・「PCリミテッド」のみに設定されていた4AT車を「GA」の2WD車及び「PA」・「PC」・「JOIN」・「車いす移動車」にも設定した（「車いす移動車」の4AT車は6月16日発売）。「JOIN」の4AT車はレーダーブレーキサポート・ESP・誤発進抑制機能・エマージェンシーストップシグナルのセットオプションも用意される。
併せて、「GA」・「PA」・「PC」はリアシート（一体式タイプ）を改良。荷室フラット時の床面の張り出しを無くし、積載性を向上した。
- 2018年6月18日 - 同年6月15日に初代「スズライト キャリイバン」からのシリーズ国内累計販売台数（前身車種名やワゴンを含む）が300万台を達成したことが発表された。

併せて、「PC」・「JOIN」・「JOINターボ」及び特別仕様車「PCリミテッド」は、ボディカラーに11代目キャリイ/スーパーキャリイ・3代目ジムニー/ジムニーシエラ設定色のノクターンブルーパール、ハスラー設定色のクールカーキパールメタリック、エブリイワゴン・スペーシアカスタム設定色のムーンライトバイオレットパール（メーカーオプション、「JOIN」・「JOINターボ」のみ）の追加設定も発表された（同年6月26日販売開始）。
- 2019年
  - 6月17日 - 一部仕様変更[41]。同時に、高城れに（ももいろクローバーZ）を起用したテレビCMの放映を開始。

安全装備が強化され、衝突被害軽減ブレーキを夜間歩行者の検知にも対応したステレオカメラ方式の「デュアルカメラブレーキサポート」に変更するとともに、車線逸脱警報機能、ふらつき警報機能、先行車発進お知らせ機能、ハイビームアシストを追加。さらに、リアバンパーに超音波センサーを搭載したことでリアパーキングセンサーと軽キャブバン/ワゴンでは初採用となる後退時用衝突被害軽減ブレーキ「後退時ブレーキサポート」も追加され、誤発進抑制機能は前方に加え後方にも対応した。また、従来から標準装備されているエブリイワゴンに加え、エブリイも「JOIN」の4AT車・5AGS車と「JOINターボ」の4AT車は従来オプション設定となっていた装備を含めて標準装備化され、「PA」・「PC」（いずれも5MT車を除く）にも「スズキ セーフティ サポート」としてメーカーオプション設定されたことで、一旦廃止されていた安全装備類のオプション設定が復活した（「PA」・「PC」に「スズキ セーフティ サポート」を装着した場合、オートライトシステム・タコメーター・自発光メーター[常時照明式]も装備され、4AT車には5AGS車に標準装備されているヒルホールドコントロールも装備される）。
エブリイワゴンはボディカラーで一部入れ替えが行われ、ガーデニングアクアメタリックに替わり、前述したエブリイの一部グレードにも設定されているクールカーキパールメタリックが設定された。
エブリイはオーバーヘッドシェルフを「PA」にも装備した。また、「GA」の2WD・5AGS車と「PC」の5AGS車が廃止されたことにより、5AGS車は「PA」と「JOIN」のみの設定となった。
なお、エブリイ特別仕様車「PAリミテッド」・「PCリミテッド」はベースグレードの仕様変更を受けて継続販売されるが、「PCリミテッド」はベースグレード同様に5AGS車が廃止された。
  - 8月5日 - 福祉車両「ウィズシリーズ」に設定の「車いす移動車」を一部仕様変更[42]。

ベース車同様に安全装備が強化され、エブリイワゴン「車いす移動車」は衝突被害軽減ブレーキをステレオカメラ方式の「デュアルカメラブレーキサポート」に変更するとともに、車線逸脱警報機能、ふらつき警報機能、先行車発進お知らせ機能、ハイビームアシスト、オートライトシステム、ヒルホールドシステムを新たに標準装備。エブリイ「車いす移動車」はエブリイワゴン「車いす移動車」での装備内容に加え、誤発進抑制機能、ESP、エマージェンシーストップシグナルも併せて標準装備された。
エブリイワゴン「車いす移動車」は後席左側スライドドアの開閉に連動して作動する電動オートステップのメーカーオプション設定が追加され、ボディカラーはベース車同様、ガーデニングアクアメタリックと入れ替えでクールカーキパールメタリックが設定された。
エブリイ「車いす移動車」は5AGSの設定が廃止され、エブリイワゴン「車いす移動車」と同じ4ATのみの設定となった。
- 2020年6月 - エブリイワゴンを仕様変更。WLTCモードによる排出ガス・燃料消費率に対応した（平成30年排出ガス規制適合）。
- 2021年9月1日 - 一部仕様変更（4型、カタロググレードは9月13日、車いす移動車は10月18日に順次発売）[43]。

エブリイ（車いす移動車を含む）はWLTP（国際調和排出ガス・燃費試験法）による認証を取得し、法規に対応（JC08モードによる燃料消費率も併記）。この対応でエンジン出力は46PS/6.0kg-mになった。NAエンジン搭載の4AT車と5AGS車は「平成30年排出ガス基準50%低減レベル（☆☆☆☆）」を新たに取得した。なお、JC08モードによる燃料消費率は4WD・5MT車と「JOIN」の2WD・5MT車は向上された一方、それ以外のグレード・仕様は低下したため、平成27年度燃費基準は5AGS車のみ+15%達成となった。また、安全装備が拡充され、「スズキ セーフティ サポート」の設定を5MT車にも拡げ、「JOIN」に標準装備、「PA」・「PAリミテッド」・「PC」にメーカーオプション設定された。オートライトシステムとESPは「スズキ セーフティ サポート」から切り離され、5MT車を含む全グレードに拡大して標準装備化。「JOIN」と「JOINターボ」にはディスチャージヘッドランプのメーカーオプション設定が追加された。装備面では4AT車のパーキングブレーキが足踏み式から5MT車・5AGS車と同じレバー式に変更され、パワーウィンドウ（フロント）を「PAリミテッド」にも拡大装備、USB電源ソケット（2個）を「PA」を除くグレードに装備され、「JOIN」と「JOINターボ」にはメッキフロントフードガーニッシュが装着された。
エブリイワゴン（車いす移動車を含む）は停車時アイドリングストップシステムを標準装備して燃料消費率が向上されたほか、エブリイ同様にUSB電源ソケット（2個）を追加し、運転席シートヒーターを2WD車にも拡大して装備された。
今回の一部仕様変更に伴って、グレード体系が見直され、エブリイは標準ルーフの「GA」を廃止する替わりに、特別仕様車だった「PAリミテッド」をカタロググレードに昇格され、「PC」は特別仕様車だった「PCリミテッド」を吸収統合し、「JOINターボ」は5MTの設定が廃止されたことで、4AT専用グレードとなった。エブリイワゴンは「JPターボ」の標準ルーフが廃止され、ハイルーフ専用グレードとなった。
- 2022年4月7日 - 一部仕様変更（5型、車いす移動車は同年5月30日発売）[44]。

7インチのディスプレイを備え、ラジオやBluetooth接続による音楽再生・ハンズフリー通話、バックアイカメラ表示機能などを搭載し、スマートフォンとの連携により対応の地図アプリの表示も可能なバックアイカメラ付ディスプレイオーディオがメーカーオプション設定された（「PA」・「PAリミテッド」は「スズキ セーフティ サポート」との同時装着が必要）。また、エブリイのラゲッジルームランプやエブリイワゴンのリアルームランプがLED化された。
エブリイ（車いす移動車を含む）はエンジンを改良し、吸排気VVTを採用。一時的に低下していた出力は3型までの49PSに改善。トルクも6.1kg-mとなった。4AT車に停車時アイドリングストップシステムを搭載。5MT車や5AGS車を含めた全車で燃料消費率が改善されたため、5AGS車と2WD・4AT車は「平成27年度燃費基準+25%達成」、4WD・4AT車は「同20%達成」となった。「PC」は従来メーカーオプション設定だった「スズキ セーフティ サポート」を、「JOIN」は従来メーカーオプション設定だったディスチャージヘッドランプをそれぞれ標準装備化された。なお、今回の一部仕様変更により「JOINターボ」が廃止されたことで、NA車のみのラインナップとなった。
エブリイワゴン（車いす移動車を含む）はハイルーフ車にオーバーヘッドシェルフが装備され、「PZターボスペシャル」はステアリングホイールが本革巻きに変更された。
- 2023年
  - 5月17日 - ダイハツ工業やトヨタ自動車と共同で開発した軽商用バンの電気自動車のプロトタイプを、同年5月18日から開催されるイベントで公開することが発表された[45]。プロトタイプではあるが、電気自動車の設定は4代目以来となる。

ダイハツ工業が製造するハイゼットカーゴがベースとなっており、エンブレム類を変更した上でトヨタやスズキへ供給されるため、軽自動車を自社生産するスズキでは珍しく、競合他社から供給を受けることとなる。なお、2012年には三菱自動車工業が製造するミニキャブ・ミーブをベースに型式認定を受け、少なくとも12台がEVエブリイとして供給されたことがある[46][47]。
  - 10月3日 - 前述した軽商用バンの電気自動車のプロトタイプから発展した「e EVERY CONCEPT」をJAPAN MOBILITY SHOW 2023に参考出品することが発表された[48]。
- 2024年2月27日 - 一部仕様変更（6型、車いす移動車は3月21日発売）[49]。

エブリイの「PA」・「PAリミテッド」・「JOIN」に設定されていた5AGS車が廃止され、4ATはエブリイ「PA」を除く全車で歴代初となるCVTへ変更。併せて、CVT車にはキャリイに採用されている「ぬかるみ脱出アシスト」が装備され、4WD・CVT車には「2WD」、「4WD AUTO」、「4WD LOCK」の3つの走行モードの切り替えスイッチを備えた電子制御式4WDも採用された。
エブリイは2022年4月の一部仕様変更で廃止されていたターボ車の「JOINターボ」をCVT専用グレードとして復活設定する一方、エブリイワゴンはハイルーフ専用のエントリーグレード「JPターボ」が廃止された。
装備面ではエブリイの「PC」・「JOIN」・「JOINターボ」及びエブリイワゴン全車でヘッドランプがLED化され、助手席シートバックテーブルを装備（エブリイ「PAリミテッド」はLEDヘッドランプをメーカーオプション設定）。エブリイは「スズキ セーフティ サポート」を「PA」と「PAリミテッド」にも標準装備化されたことで全車標準装備となり、「PA」には受注生産にて「スズキ セーフティ サポート」非装着車を設定（設定した場合、安全装備だけでなく自発光メーター[常時照明式]とタコメーターも非装備化される）。また、エブリイワゴンの装備が一部採用され、「PC」・「JOIN」・「JOINターボ」には運転席シートヒーター、「JOIN」のCVT車と「JOINターボ」にはキーレスプッシュスタートシステムと後席スライドドアクローザーをそれぞれ装備。「JOINターボ」には後席両側ワンアクションパワースライドドアとフルオートエアコンのセットがメーカーオプションで設定された。エブリイワゴンはLEDサイドターンランプ付ドアミラー（リモート格納機能付）と本革巻きステアリングを「PZターボ」にも拡大して全車標準装備となった。
車いす移動車は後退時ブレーキサポートとリアパーキングセンサーが追加され、誤発進抑制機能を後退時にも対応。車椅子簡易固定装置をディーラーオプションに設定された。
ボディカラーはノクターンブルーパールとムーンライトバイオレットパールメタリック（メーカーオプション）を廃止する替わりに、モスグレーメタリック（エブリイは「JOIN」・「JOINターボ」専用色）とデニムブルーメタリック（エブリイ「PA」を除く）を追加、エブリイワゴンに設定されているパールホワイト（メーカーオプション）をエブリイにも「JOIN」・「JOINターボ」専用色として追加されたことで、エブリイは7色、エブリイワゴンは6色にそれぞれ拡充された。
- 2025年
  - 7月10日 - キャリイ/スーパーキャリイと共にボディカラーの追加を発表（8月発売）[50]。

エブリイの「PAリミテッド」・「PC」・「JOIN」・「JOINターボ」及びエブリイワゴン全車でクールカーキパールメタリックを廃止する代わりに、ツールオレンジとアイビーグリーンメタリックが追加され、エブリイは8色、エブリイワゴンは7色展開となった。
エブリイワゴンの車いす移動車についてもクールカーキパールメタリックと入れ替えでアイビーグリーンメタリックが設定された。
  - 8月20日 - エブリイに特別仕様車「Jリミテッド」が発売された[51]。

「JOINターボ」の後席両側ワンアクションパワースライドドア・フルオートエアコン装着車をベースに、LEDヘッドランプをブラック塗装の専用意匠としたほか、フルホイールキャップをガンメタリック塗装に、ドアハンドル（フロント、リア、バック）・バンパー（フロント、リア）・ドアミラーをブラック塗装にそれぞれ変更され、BピラーとCピラーをブラックアウト化。フロントドア中央とサイド下部に専用デカールが装着される。
ボディカラーはアイビーグリーンメタリック、ツールオレンジ、デニムブルーメタリック、モスグレーメタリックの全4色が設定される。

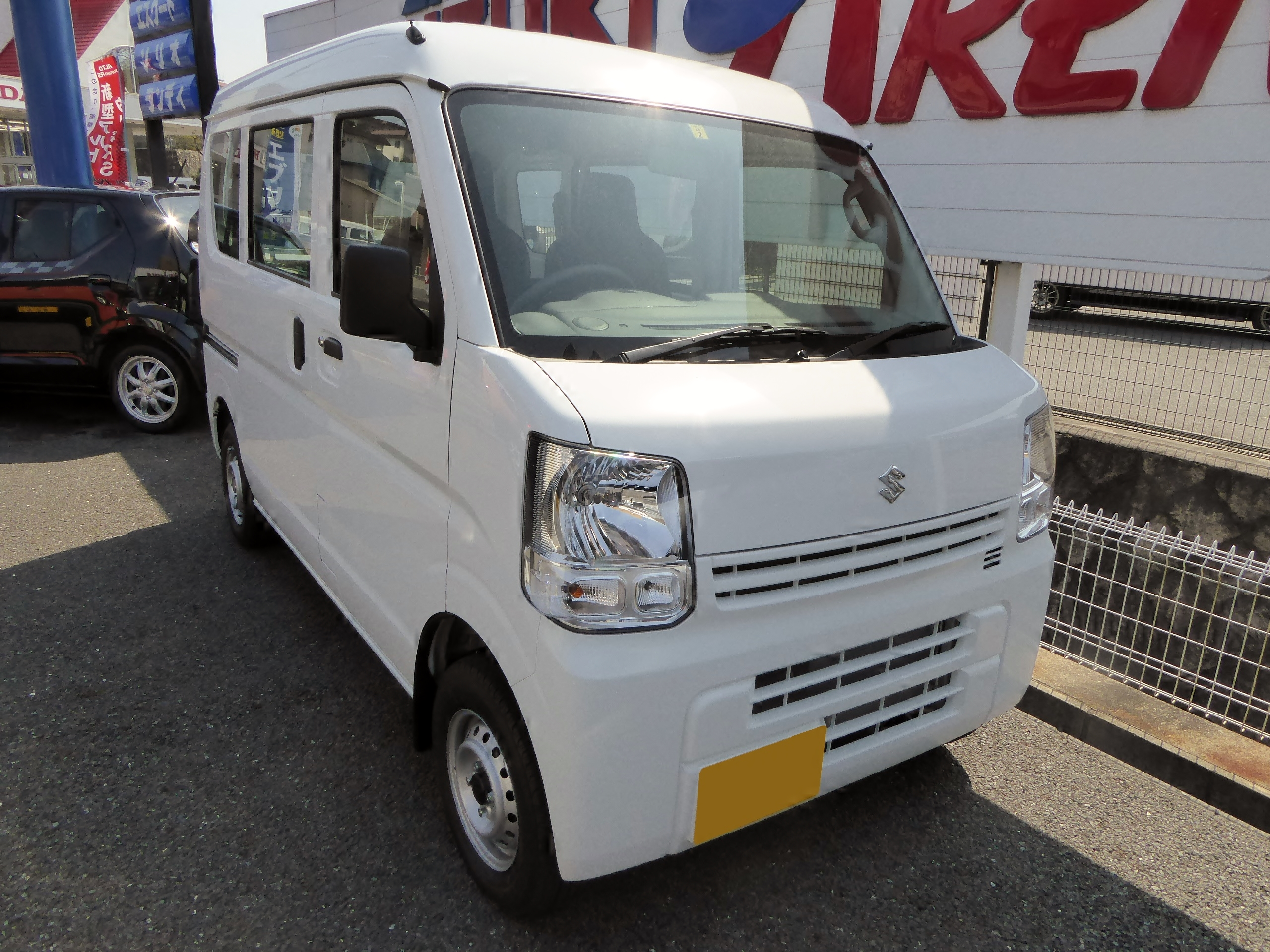
PC フロント
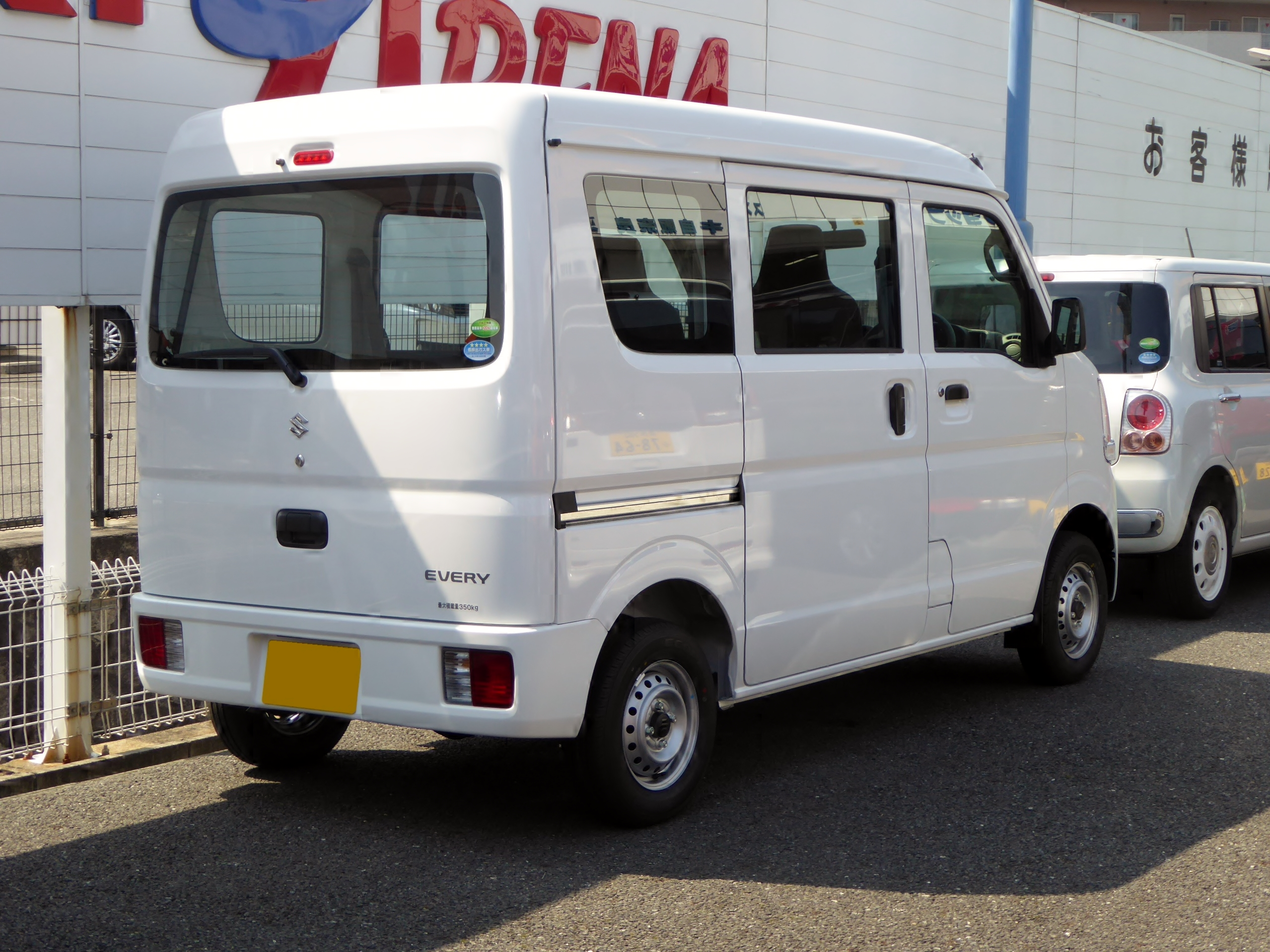
PC リア
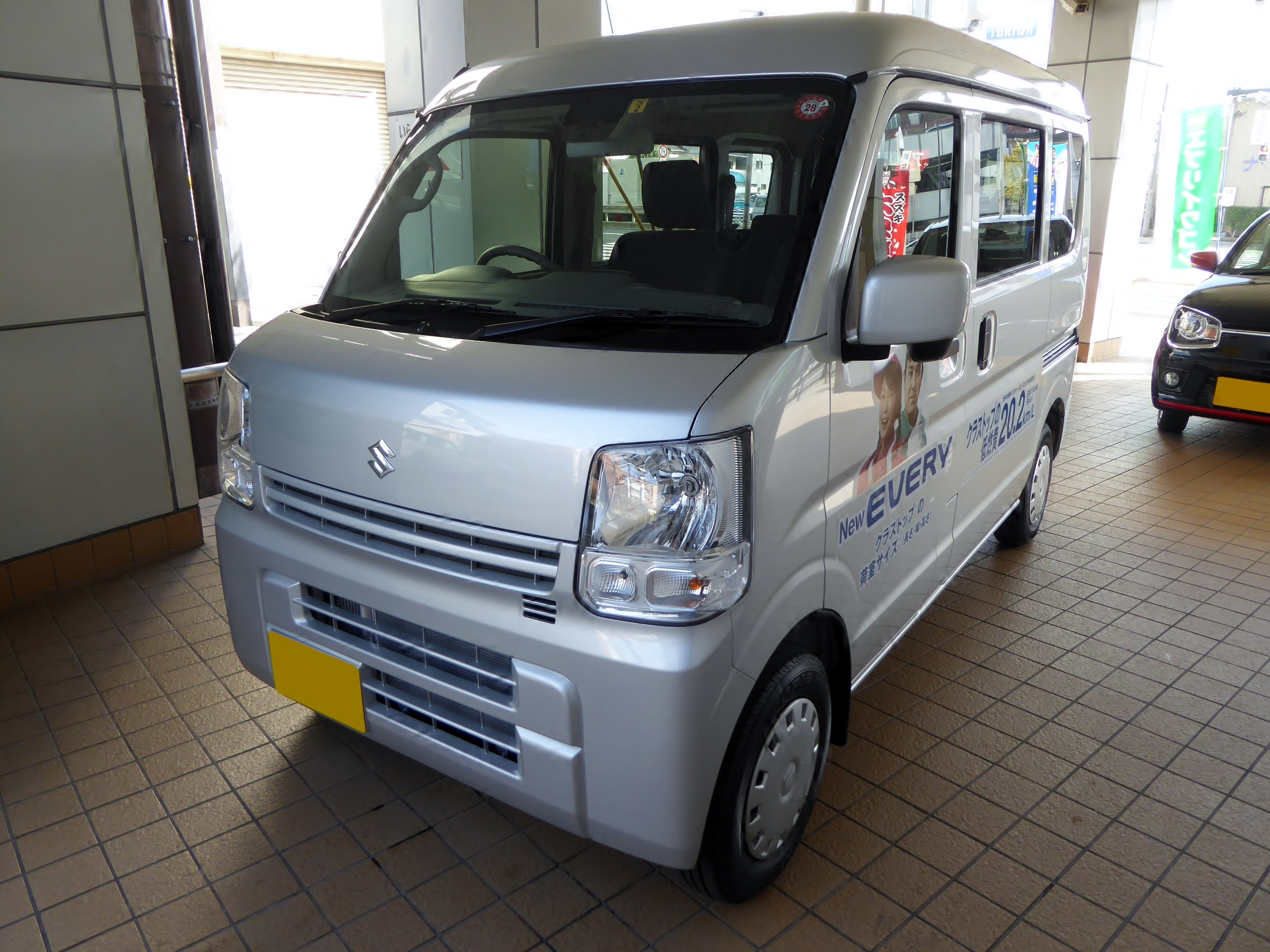
JOINターボ フロント
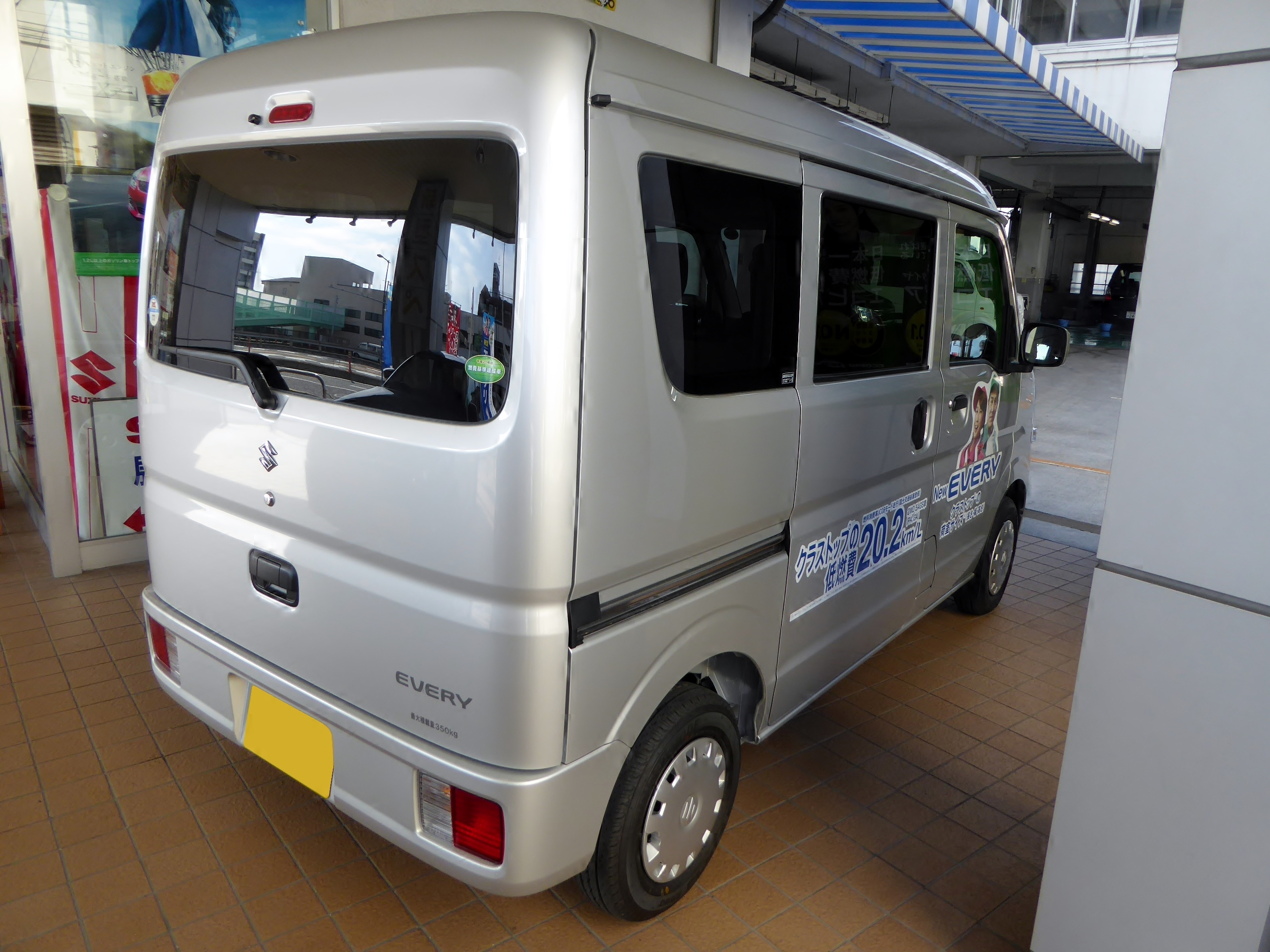
JOINターボ リア
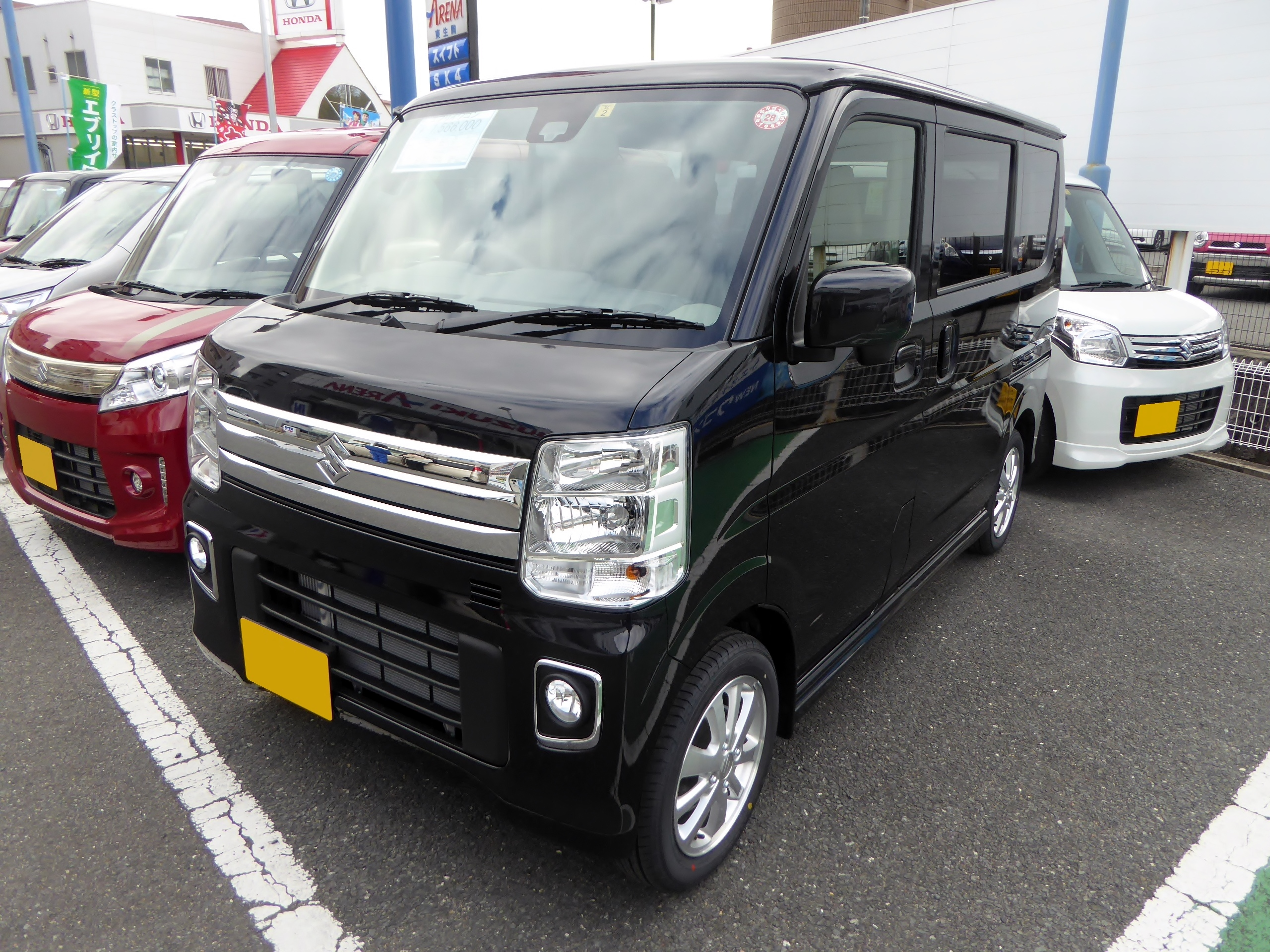
ワゴンPZターボ 標準ルーフ フロント
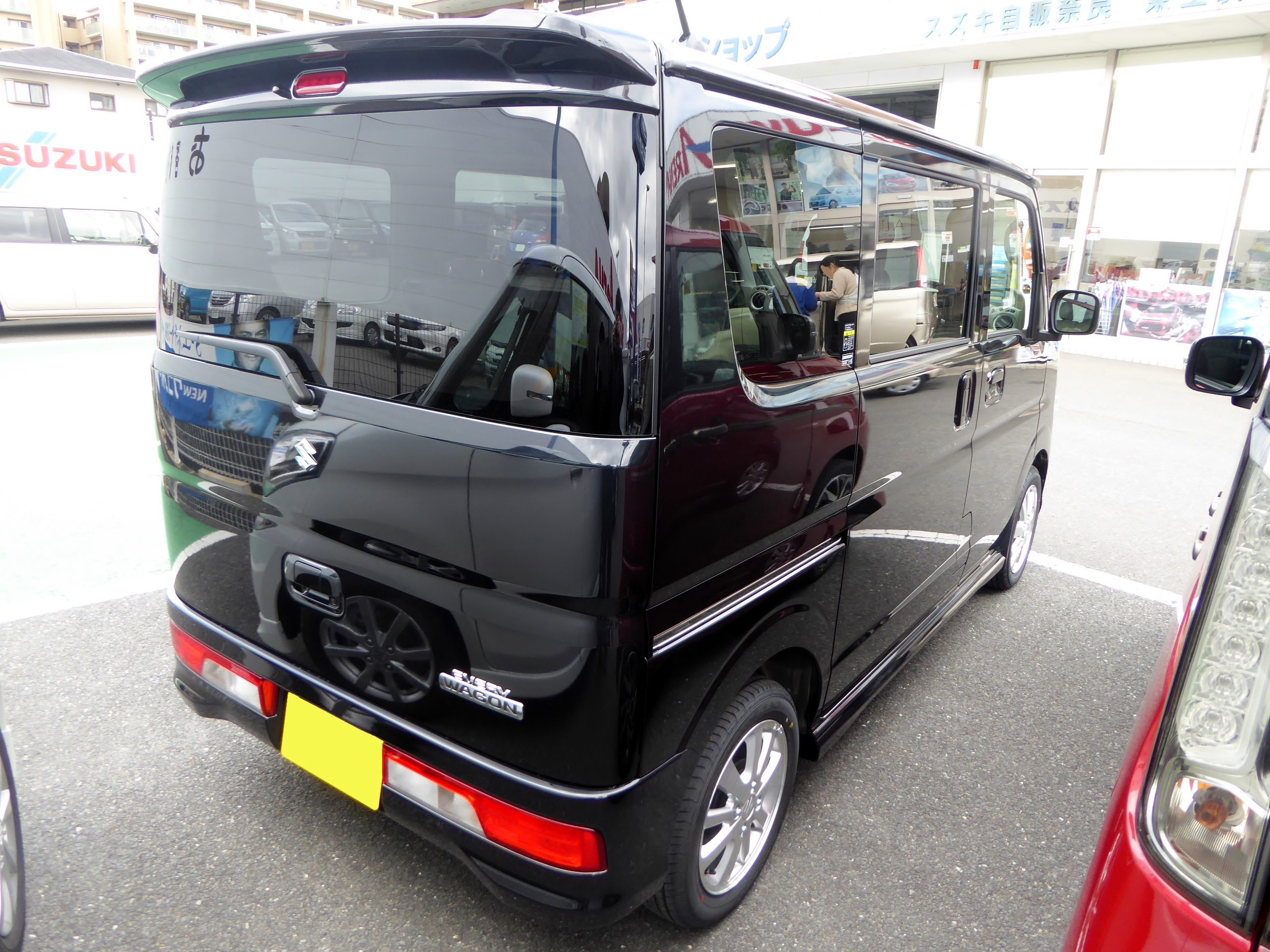
ワゴンPZターボ 標準ルーフ リア
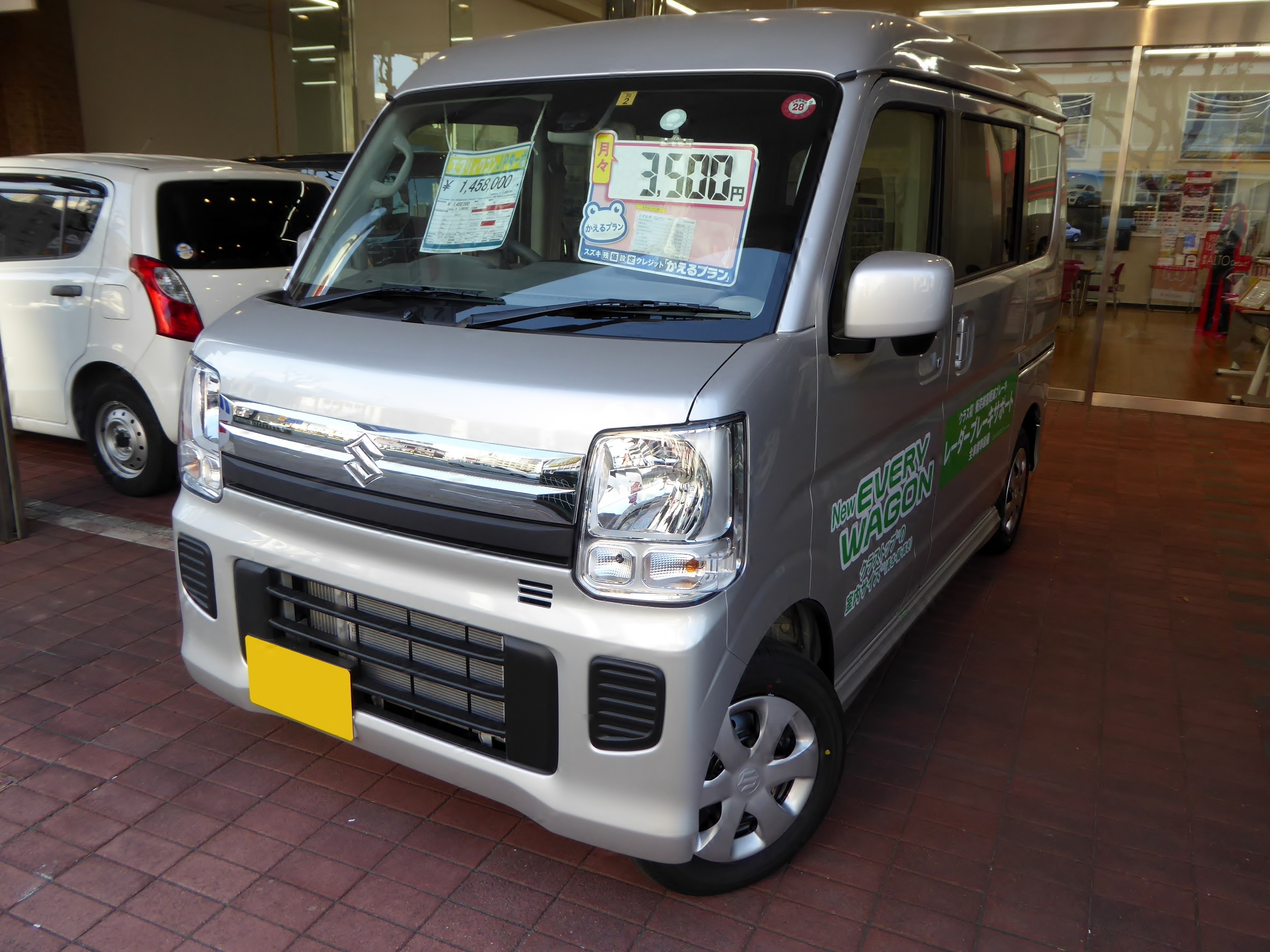
ワゴンJPターボ ハイルーフ
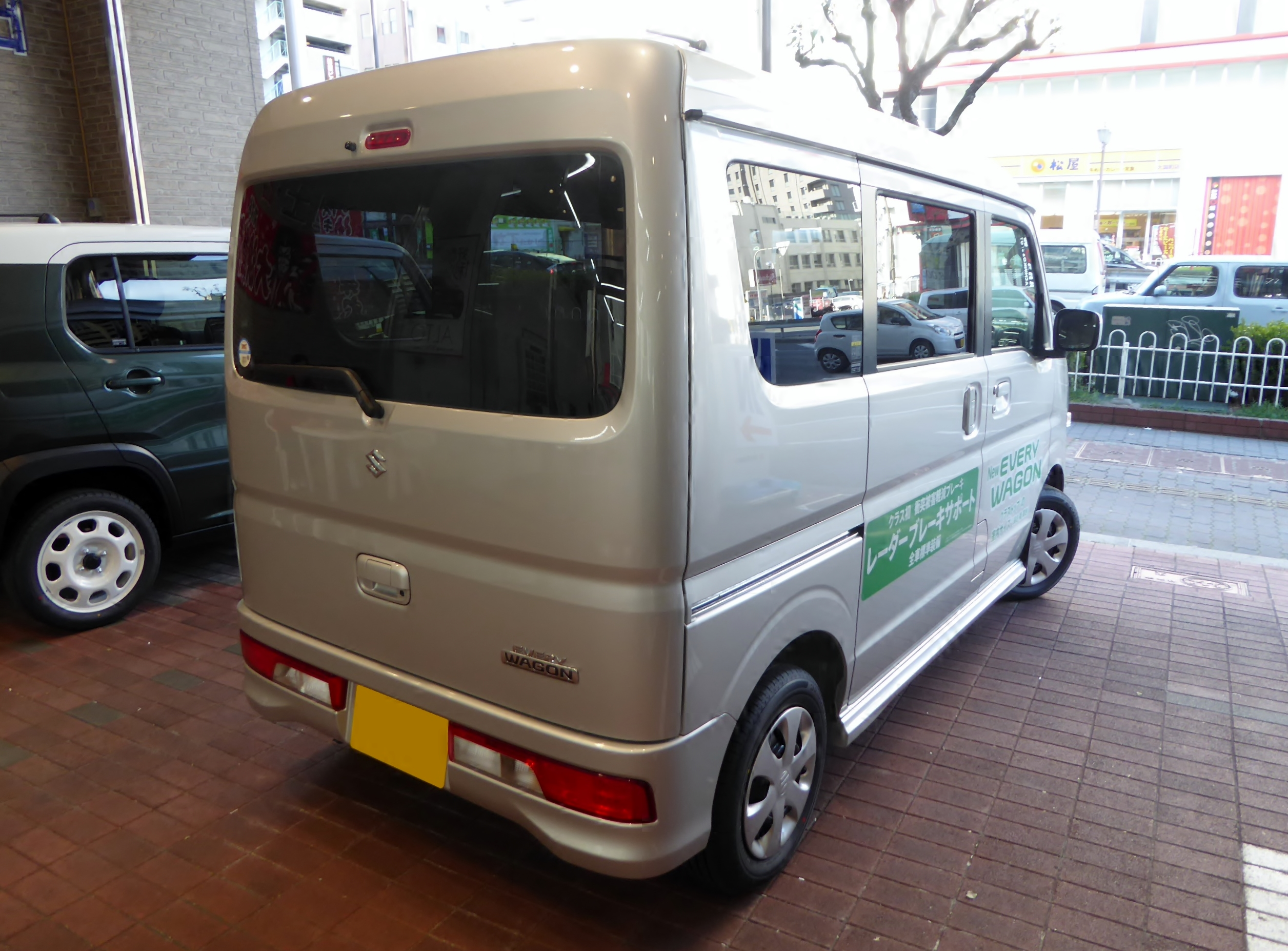
ワゴンJPターボ ハイルーフ リア
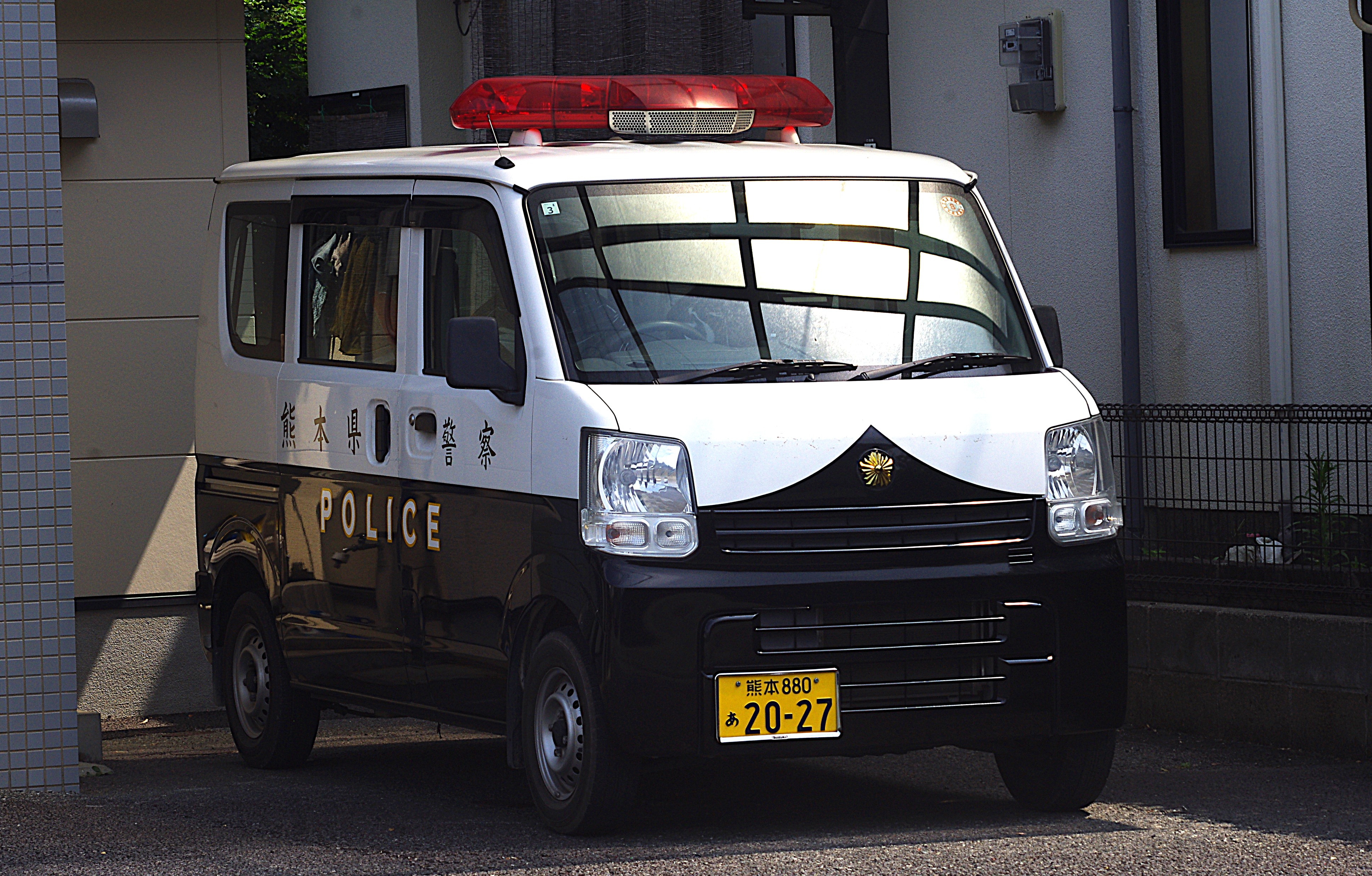
標準ルーフGA(熊本県警)

## 車名の由来
スズキによると、everyが英語で「どこへでも」という意味で、高い積載性とキビキビ走る軽快さを兼ね備えたワンボックス車をイメージして命名したとしている。しかし、本来「どこへでも」の意味を示す英単語は「everywhere」であり、everyは「あらゆる」という意味である。
なお、カナ表記に関しては源流である姉妹車の軽トラック「キャリイ」同様、「エブリィ（最後のイが小文字）」「エブリー（長音）」などと誤表記される例が少なからず存在する。

## 関連項目

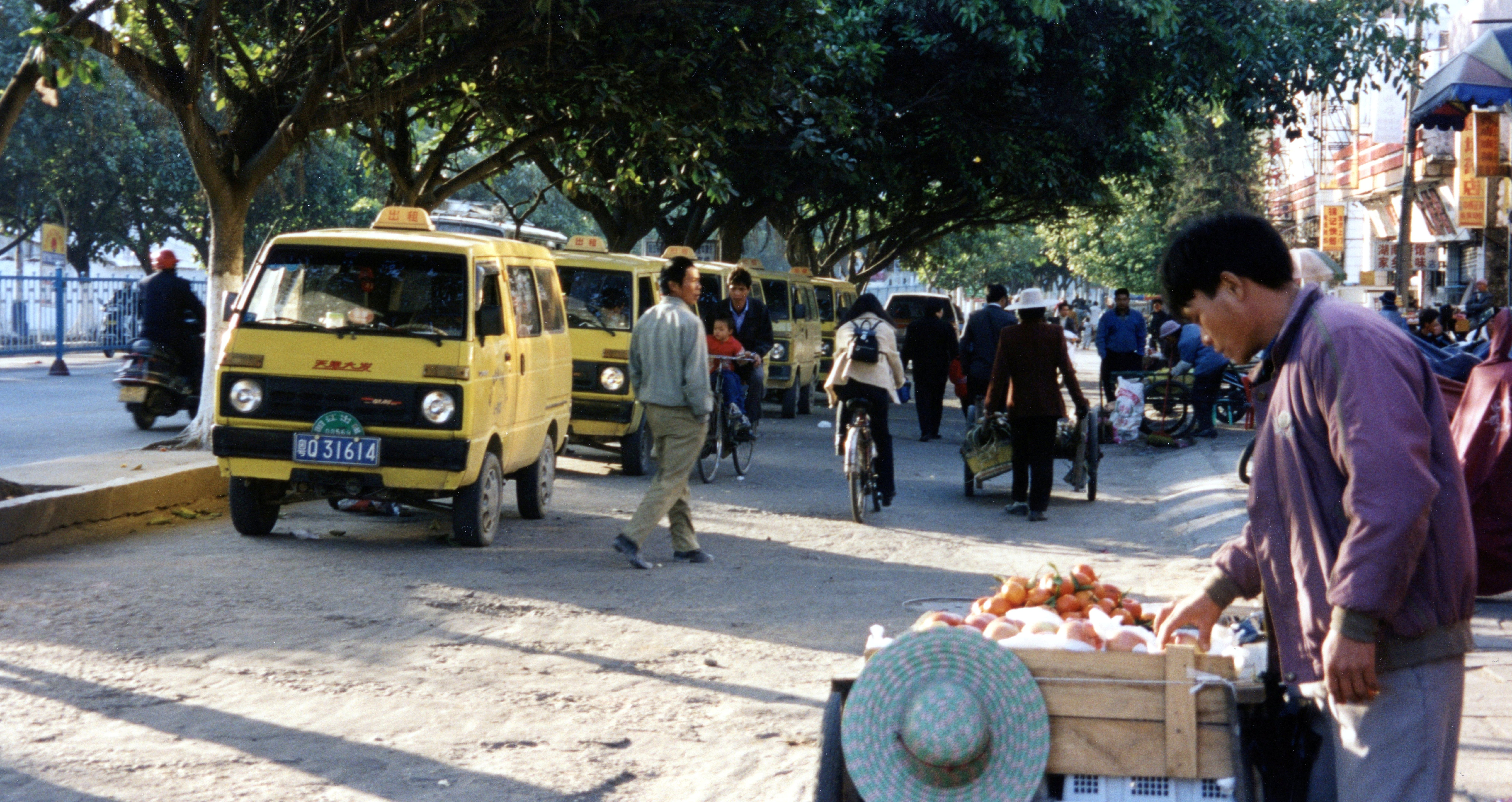
乗場に並ぶ面的（肇慶市）